# Turban
För andra betydelser av turban, se turban (olika betydelser).

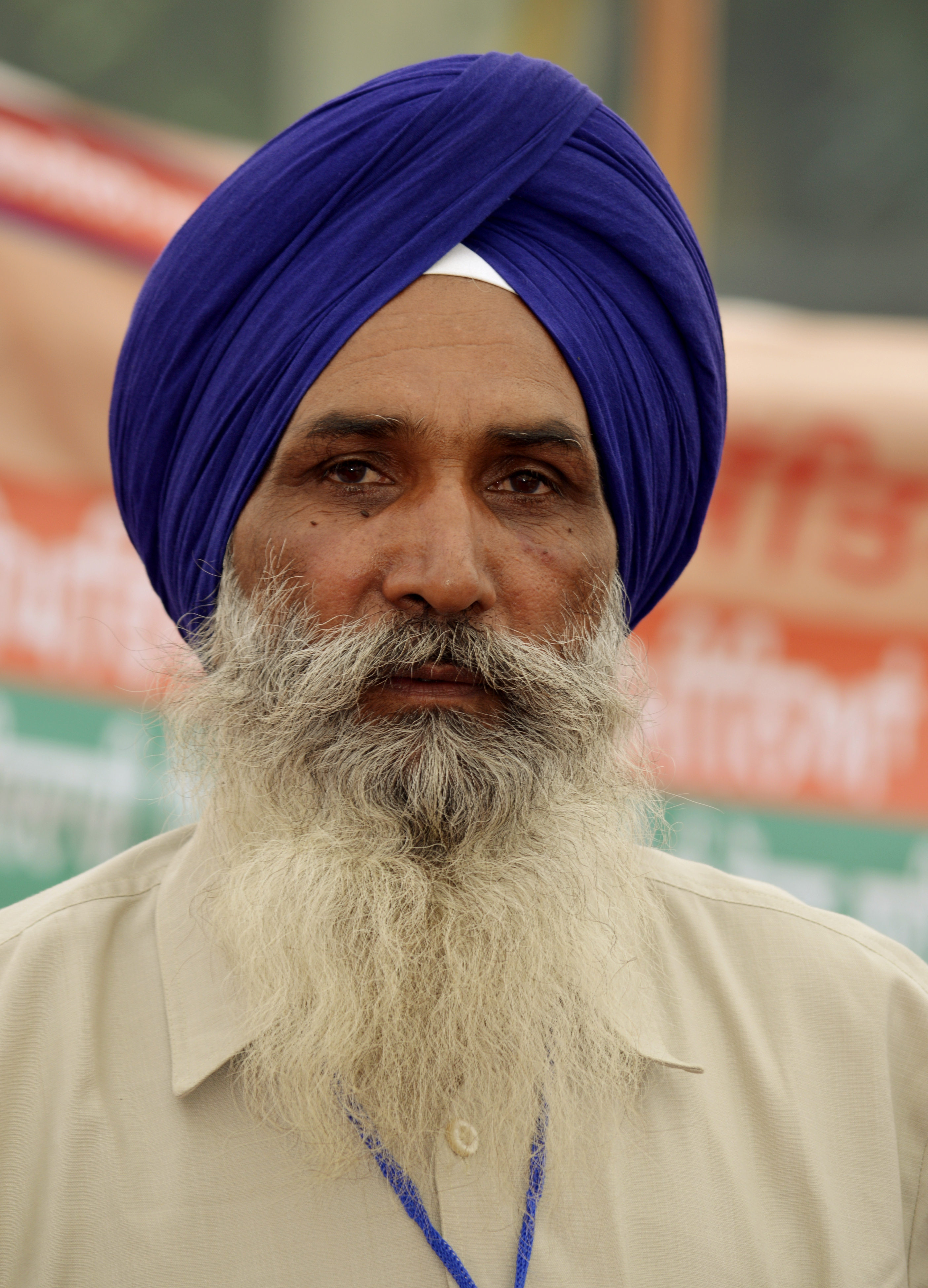
En sikh med turbanen dastar, i Agra år 2012.

Turban (från persiskans دولبند‌, dulband; via medelfranskans turbant) är en typ av huvudbonad bestående av virat tyg. Turbanen finns i många varianter och bärs som en vardaglig huvudbonad av människor från många olika kulturer. Turbanen kan bäras av religiösa, politiska, sociala eller modemässiga skäl, och inte sällan finns det en kombination av orsaker.
Samhällen där turbanen är extra vanlig förekommer på Arabiska halvön, i Mellanöstern, Nordafrika, på Afrikas horn, Indiska subkontinenten, i Centralasien och Sydostasien.
För vissa grupper är turbanen en viktig religiös artefakt, som hos shiamuslimer och bland sikher. Som religiöst plagg är det ofta ett utpräglat manligt plagg men det finns undantag, som exempelvis vissa sikhiska kvinnor som också bär turban.
Turbanen kan även vara en icke-religiös symbol som hos sufistiska lärda, men även en politisk och social symbol, och inom  många kungahus och hos aristokratin i många regioner har det varit brukligt med turban, oavsett religiös bakgrund. Turbanen har även varit ett modeplagg i perioder i västvärlden sedan 1600-talet och även en populär huvudbonad hos vissa kvinnor som genomgått cancerbehandling.

## Historia

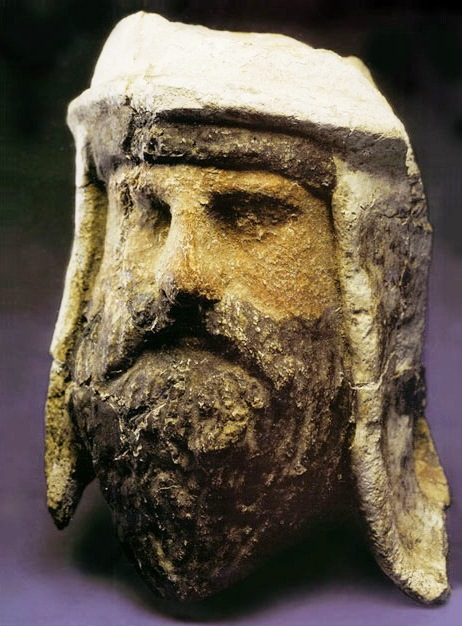
Skulptur av zoroastrisk präst som bär turban i baktrisk stil, från staden Takhti-Sangin, i dagens Tadzjikistan, 3:e århundradet f.Kr.

Turbanens ursprung är okänd. Inom flera antika civilisationer, som i Indien och Mesopotamien, och i de sumeriska och babyloniska rikena förekom bevisligen turbaner. En typ av turban, en så kallad phakeolis, användes av både soldater och civila inom det bysantinska riket på 400–600 e.Kr., Statyer från Palmyra visar romerska kvinnor som bär turban.  Inom zoroastrianismen var det påbud att bära huvudbonad, varför det var vanligt med turban bland dem.
Den islamiska profeten, Muhammed, som tros ha levat 570–632 e.Kr., anses ha burit en vit turban. Shiamuslimska präster bär därför vit turban om de inte är ättlingar till Muhammed eller Sayyid, då de istället bär en svart turban. Många muslimer väljer att bära en grön turban, eftersom det symboliserar paradiset, speciellt inom sufismen. I delar av Nordafrika, där blått är en vanlig färg, kan nyansen på turbanen vara ett tecken på vilken klan man tillhör.

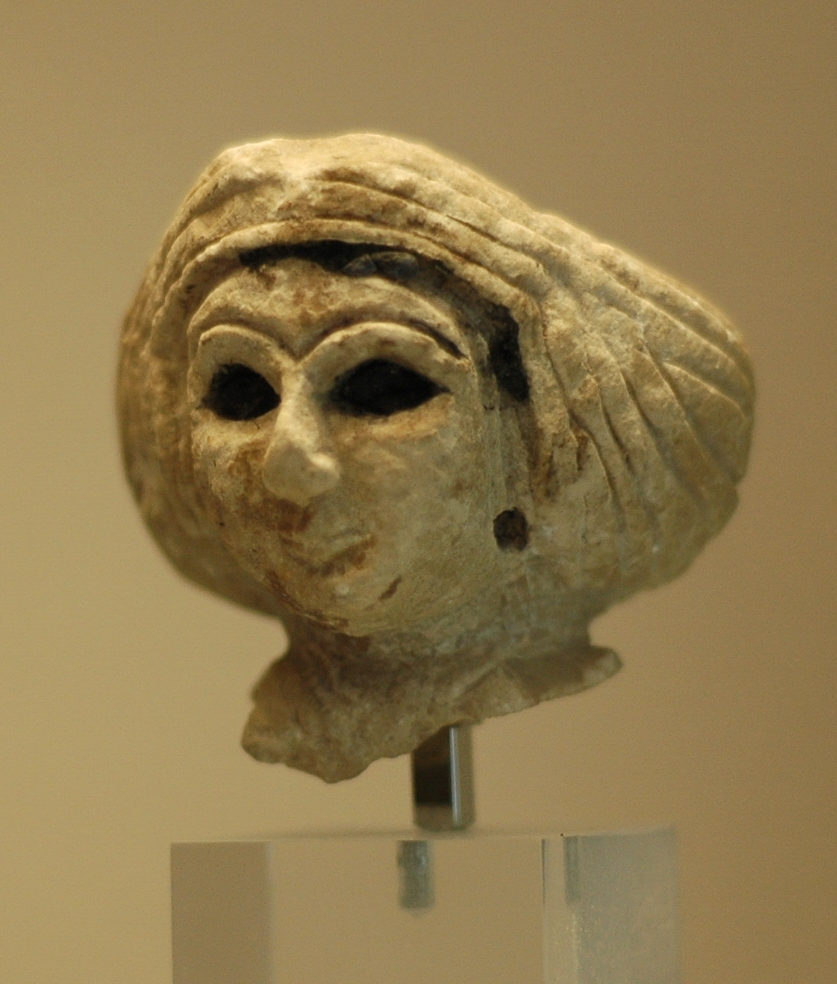
Kvinna i turban. Ishtartemplet från mellan 2500 f.Kr. och 2400 f.Kr.
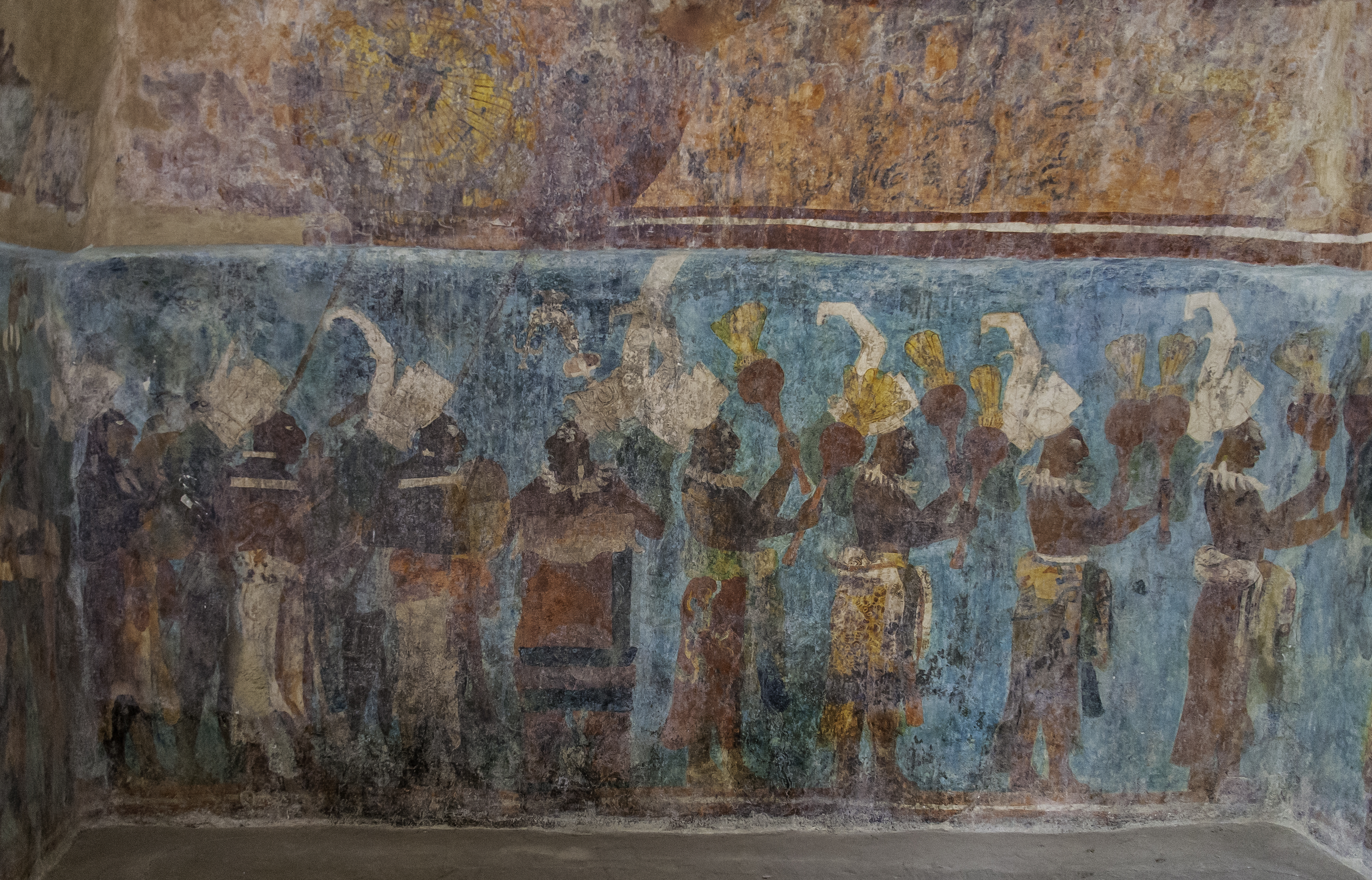
Mayamålning vid Bonampak i Mexiko.
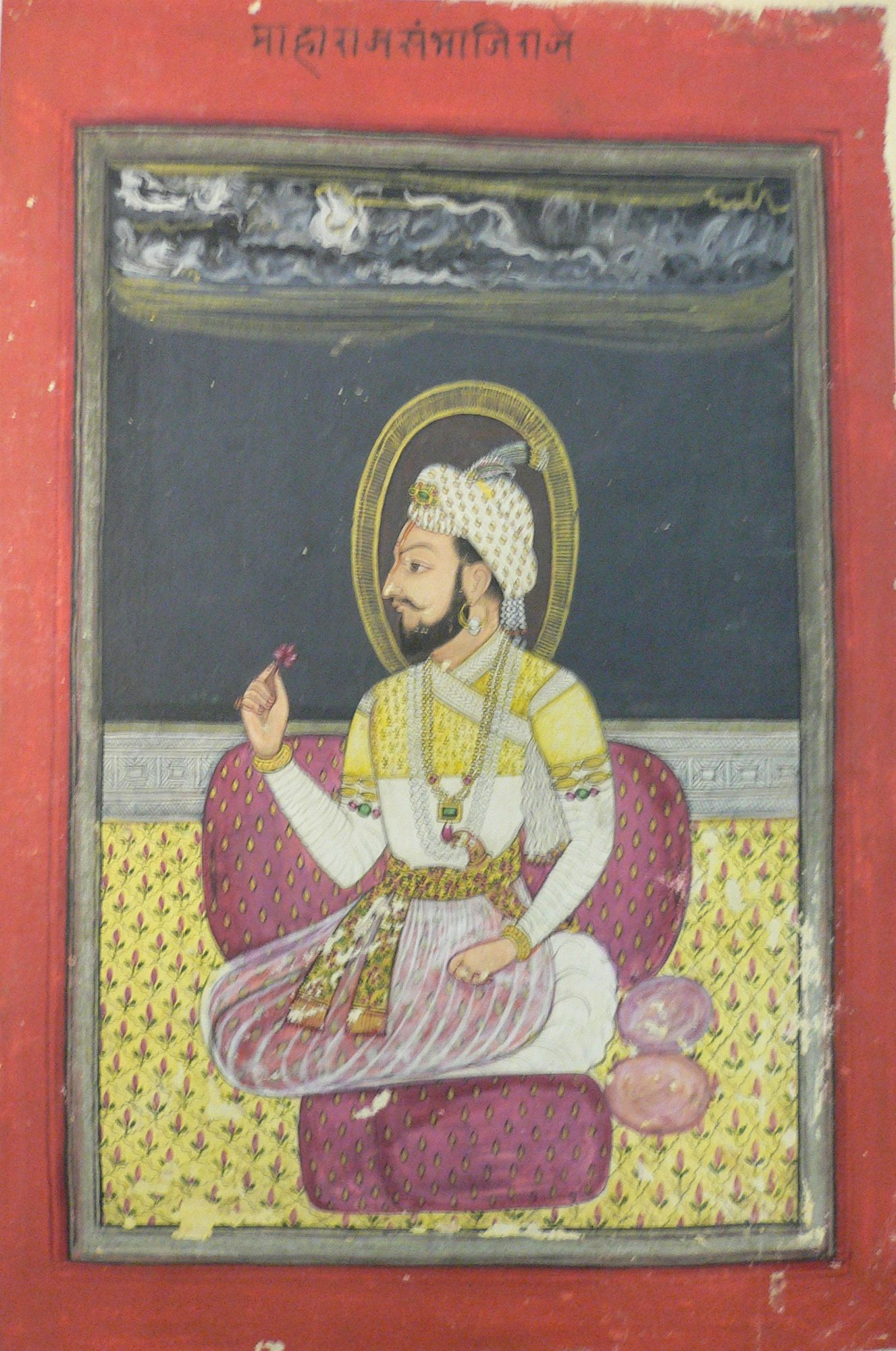
Den indiska marathanska kungen Sambhaji, med en juvelbesatt turban.
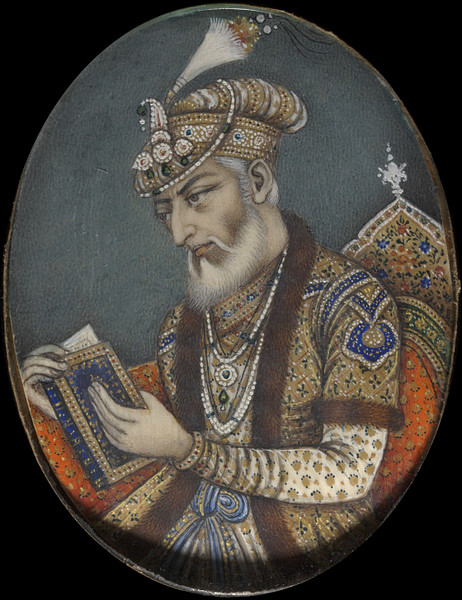
Den indiska mogulen Aurangzeb med ornamenterad turban.
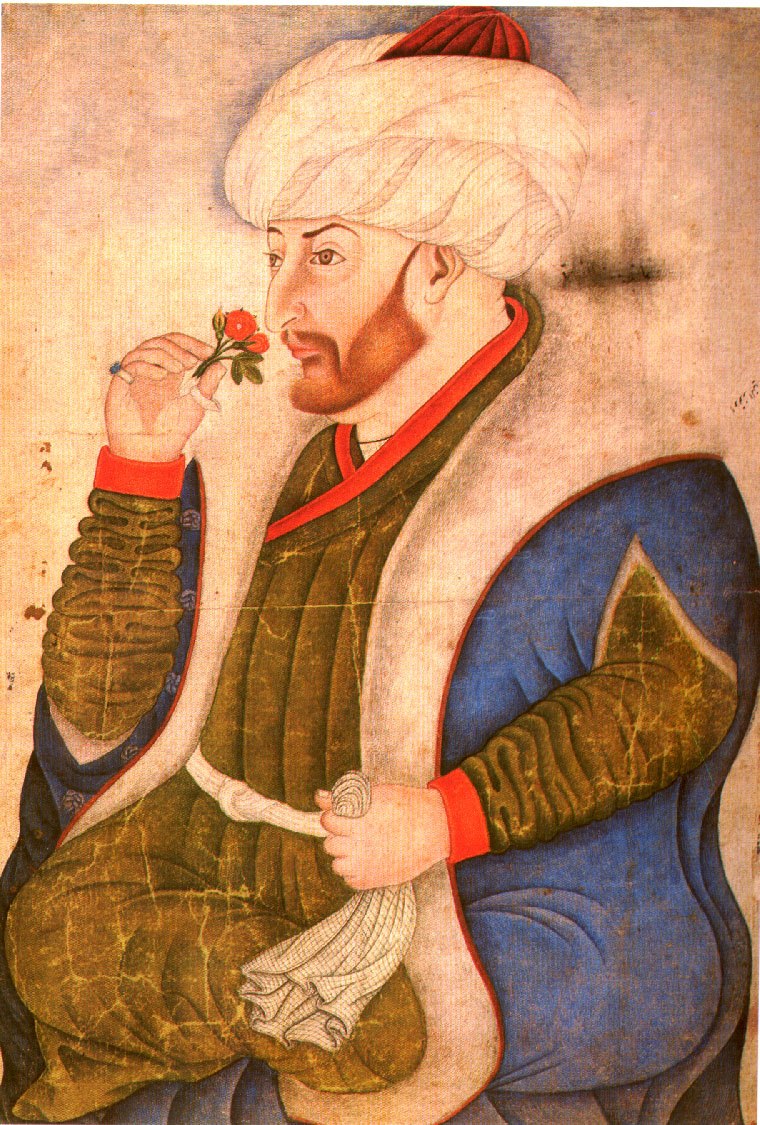
Sultan Mehmed II med turban.
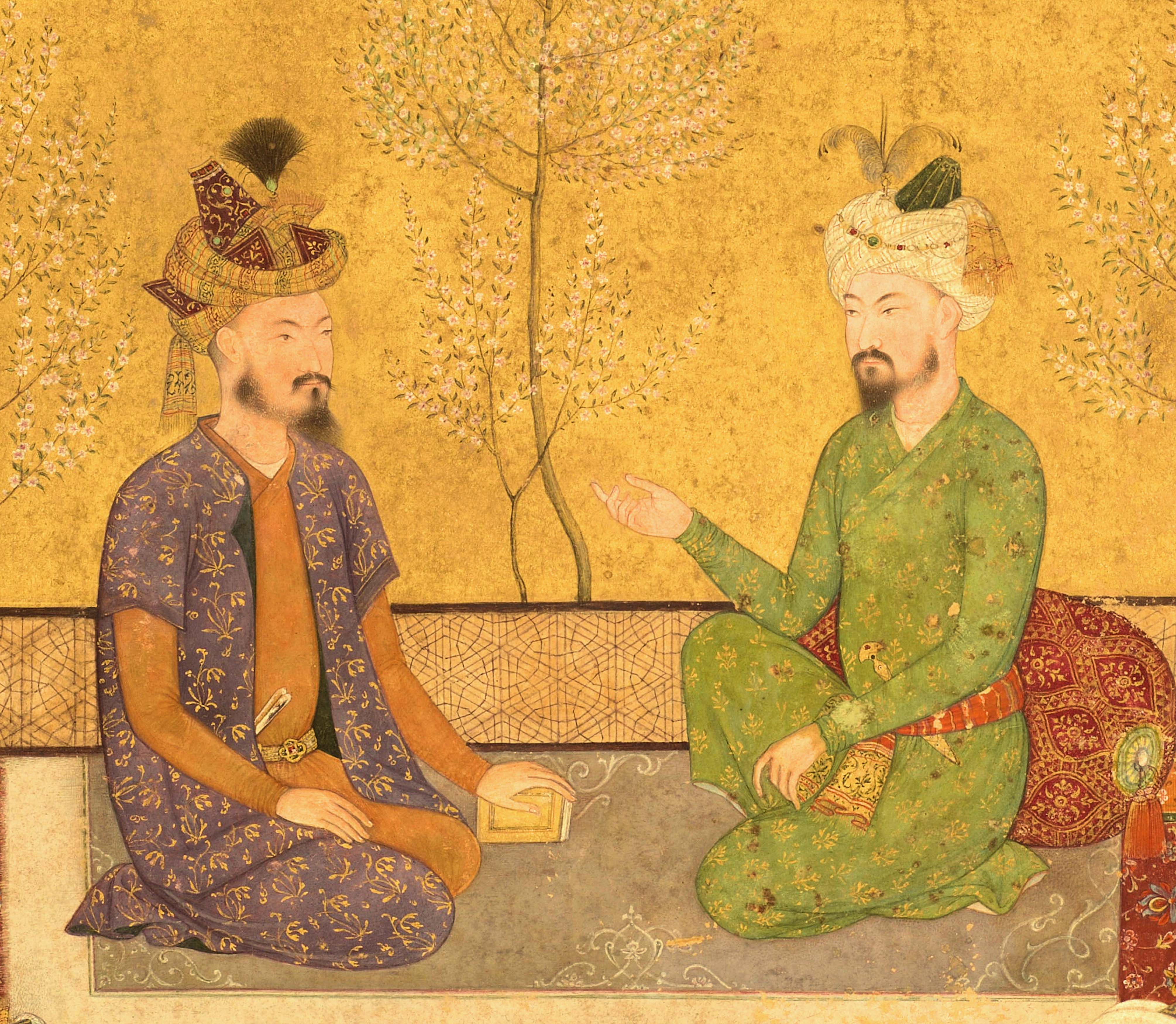
Den indiska stormogulen Babur och hans arvtagare Humayun med turbaner.
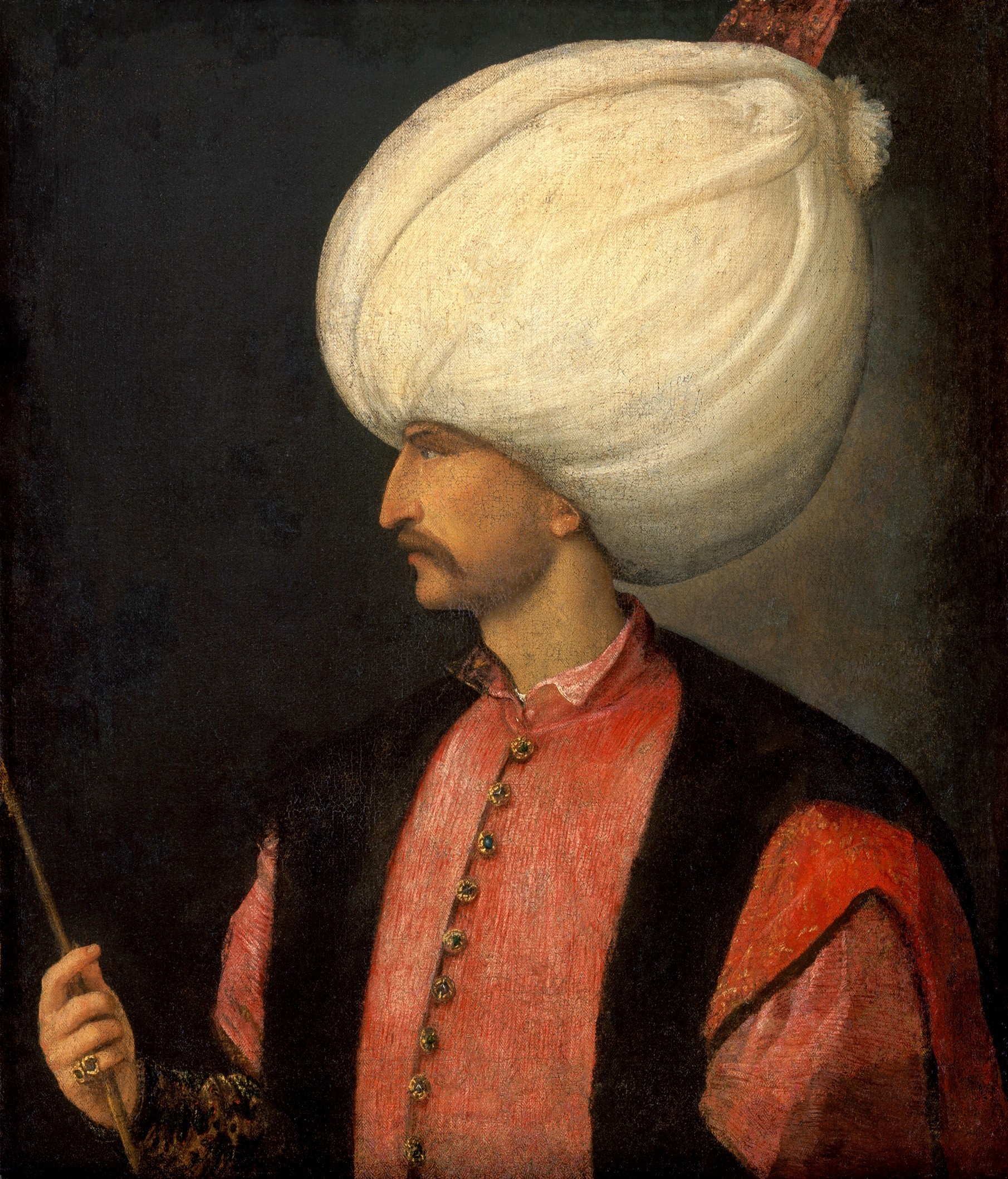
Süleyman I med en mycket stor turban.
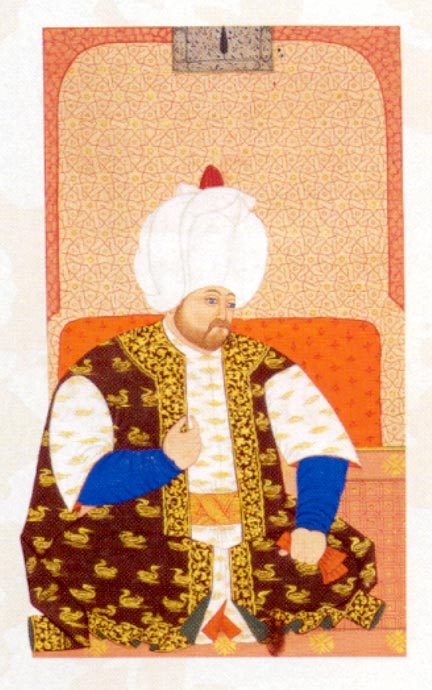
Selim II med den ottomanska kejsarturbanen.

## Turbanen i olika regioner

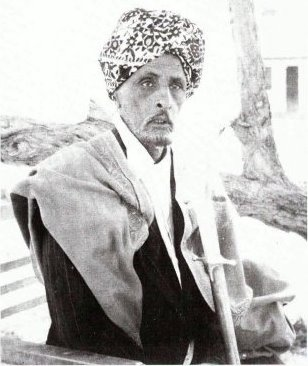
Den somaliske sultanen Mohamoud Ali Shire av sultanatet Warsangali, 1905.

Samtida turbaner förekommer i många former, storlekar och färger. Bärare lindar dem oftast på nytt, av långa remsor med tyg, för varje gång de ska bäras. Vissa komplicerade och genomarbetade turbaner kan också vara permanenta och är då sydda på en stomme. Turbaner kan vara mycket stora eller ganska blygsamma beroende på region, kultur och religion.

### Afghanistan

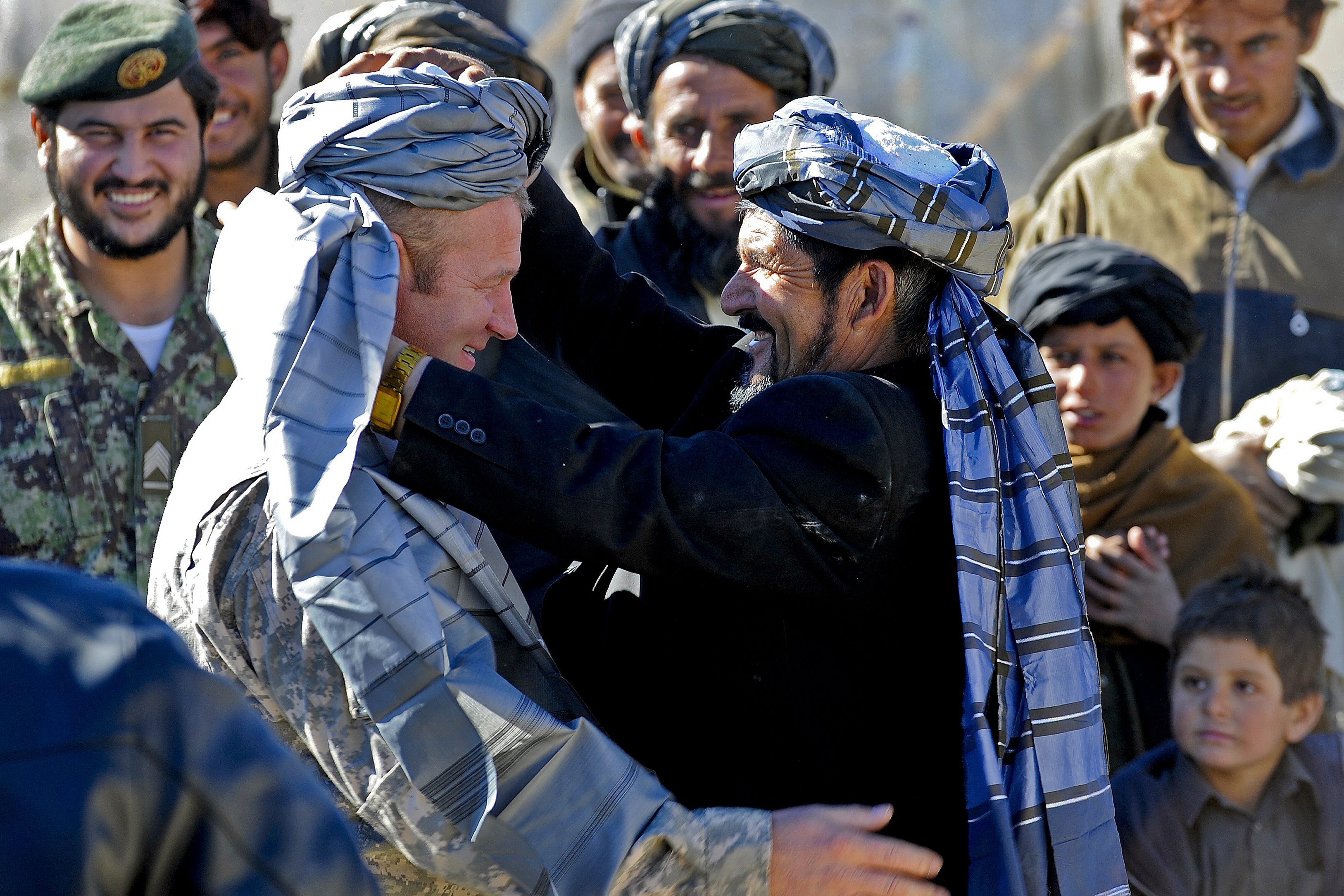
Afghanistanska turbaner.

Turban är en del av den nationella afghanistanska klädedräkten, och används mer utbrett här än i övriga delen av den muslimska världen i en mängd stilar och färger. I sydvästra Afghanistan är turbanen stor och lindas löst medan den i området kring Kabul tenderar att vara mindre och hårdare lindad. Inom det traditionella afghanska samhället förekommer ett besläktat tygstycke, kallat patu som tjänar flera olika praktiska syften, till exempel som sjal mot kylan, för att sitta på, binda ett djur eller att bära vatten i. Olika etniska grupper i Afghanistan bär huvudbonader med olika mönster, tyg, ränder, längder och färgning. Många undviker vanligtvis att bära färggranna turbaner utan föredrar nedtonade färger som vit, grå, mörkblå och svart.

### Afrikas horn
På Afrikas horn bärs turban ofta av muslimska präster, men även av etiopiska kristet ortodoxa präster. Att linda huvudet har en mycket lång tradition inom regionen, och turban brukades ofta av sultaner, vesirer och hos andra framträdande personer inom den somaliska aristokratin. Exempel är somaliska sultaner som Mohamoud Ali Shire av det warsangaliska sultanatet, Osman Mahamuud av det majeerteenska sultanatet och Yusuf Ali Kenadid och Ali Yusuf Kenadid Hobyosultanatet. Framträdande historiska muslimska ledare från regionen som är kända för att ha burit turban omfattar bland annat shejk Abadir Umar Ar-Rida.

### Arabiska halvön
I de flesta länder på den Arabiska halvön är det vanligt att bära en enfärgad eller schackrutig huvudduk som kallas keffiyeh, ghutrah,  shumagh eller chefiyah, som ofta kallas för palestinasjal på svenska. Denna huvudduk kallas sällan för turban, men i regionen förekommer det även mer typiska turbanliknande huvudbonader som  Emamah, som förekommer i  Oman, Sudan och vissa andra delar av halvön.
En variant av Emamah är den färgade turbanen, Ghabanah, som är vanlig i området kring Hijaz, och speciellt kring Mekka, Medina och Jidda. Ghabanah är den traditionella huvudbonaden för handelsmän och för över- och medelklass, med undantag av lärda religiösa kännare som framförallt burit en vit turban. De finns många olika typer av Ghabanah, exempelvis den gula  Halabi, som förekommer i Aleppo, och som särskiljer sig genom att tygremsorna har inskriptioner och lindas runt en stomme, som kan utgöras av en taqiyah, en fez eller en kalpak.
Färggranna turbaner i regionen kallas för Masar och ingår i den nationella dräkten i Oman, och är också vanlig i vissa delar av södra Jemen och Hadramawt. Den vita ghutrah eller shumagh lindas ofta på samma sätt som Hamdaniyah, och är en vanlig turbanform i Förenade arabemiraten.

### Armenien
Många av Armeniens traditioner och kultur har sitt ursprung i Mellanöstern. Även om det inte är vanligt under mer vardagliga sammanhang så förekommer det att män, ofta med skägg, bär turban ceremoniellt som en nationell identitetssymbol under olika typer av firanden och festligheter. Dock var det vanligare med turban som ett vardagligt plagg innan landet blev kristnat.

### Babuyanöarna
På vissa av Babuyanöarna i Filippinerna bär mannen som bestämmer i hemmet en vit turban medan de yngre männen bär röd turban efter sin trettonårsdag. Hövdingarna bär gul turban. Turbanen har inte längre religiös betydelse och historiskt går bruket tillbaka till slutet av Tondoeran, cirka 900–1589. De flesta babuyaner flydde Filippinerna 1589 när Spanien påbörjade sin invasion. Turbanen var förr tillverkad av en typ av barktyg men är idag tillverkad av bomull eller siden som importeras från Filippinska fastlandet. Tyget viras runt huvudet och är invikt framtill.

### Bangladesh
I Bangladesh kallas turbanen för pagri eller fagri (bengali: পাগড়ি). Pagrin bärs av muslimska ledare och präster. Den vanligaste färgen är vit, och vanligtvis är det bara sufer som bär gröna turbaner. Ute på landsbygden bär även äldre män turban som symbol för ära och respekt.

### Europa och USA

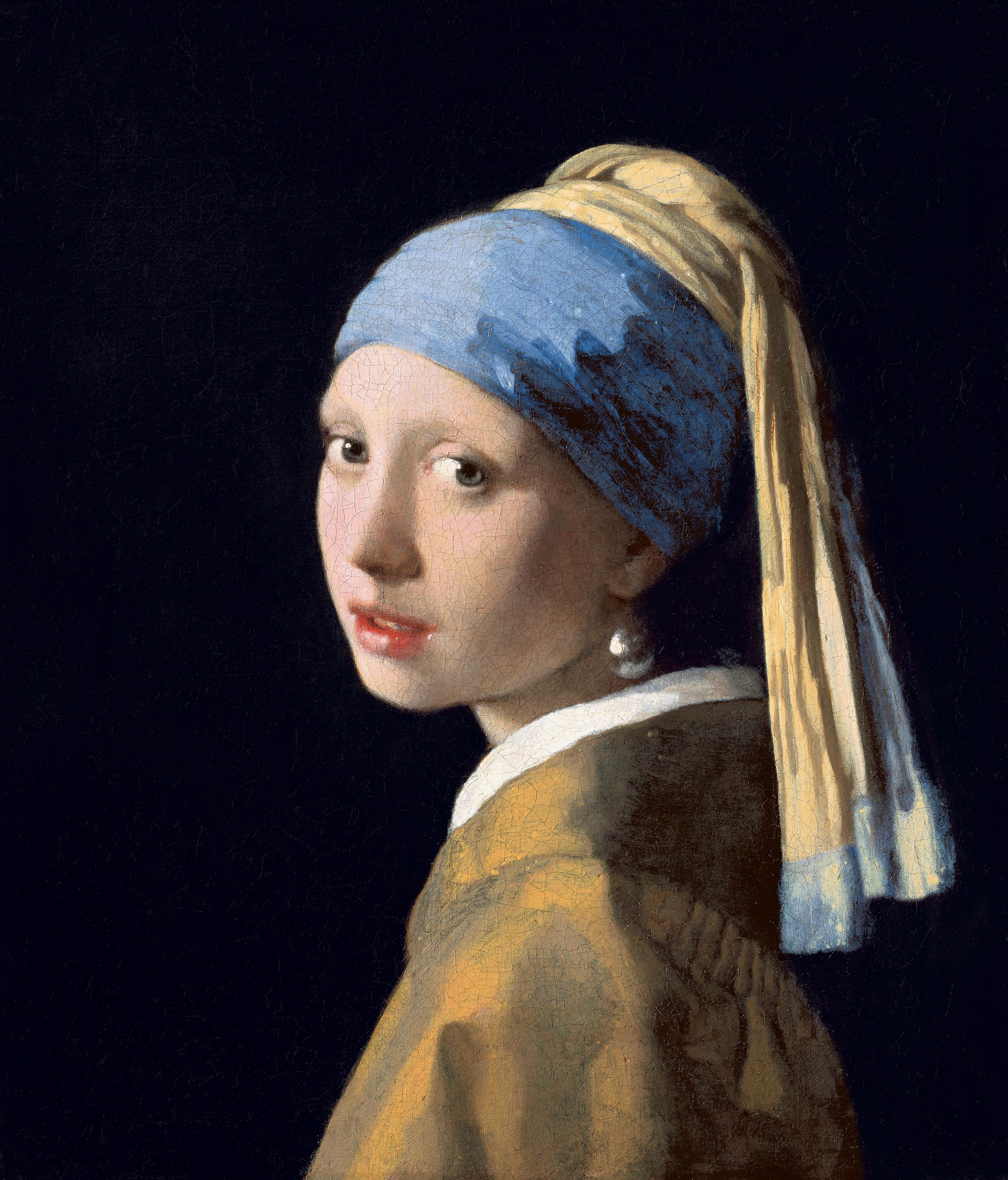
Flicka med pärlörhänge från ca 1665, av Johannes Vermeer.

I Europa har både män och kvinnor burit turban sedan 1500-talet men det har aldrig varit speciellt vanligt. Den brittiska poeten Alexander Pope avbildades ibland i turban, men det förekommer även hos andra framstående europeiska män i illustrationer från samma tid. Det var vanligt att högreståndsmän hade rakat eller mycket kortklippt hår eftersom detta var en förutsättning för att kunna bära de stora peruker som var moderiktiga i Europa mellan 1650 och 1750. Vid mer vardagliga tillfällen, när de inte bar peruk, var det därför vanligt att skyla håret, varför det bland annat förekom turbaner.
Handeln med Indien skapade ett intresse för turbanen i Europa. Omkring 1665 målade den nederländska konstnären Johannes Vermeer Flicka med pärlörhänge som också bär en turban. I slutet av 1600-talet bar den franska drottningen Marie Antoinette turban vilket gjorde det till ett modeplagg i Europa. Även efter hennes död fortsatte turbanen att vara moderiktig i delar av Europa in på 1700-talet.

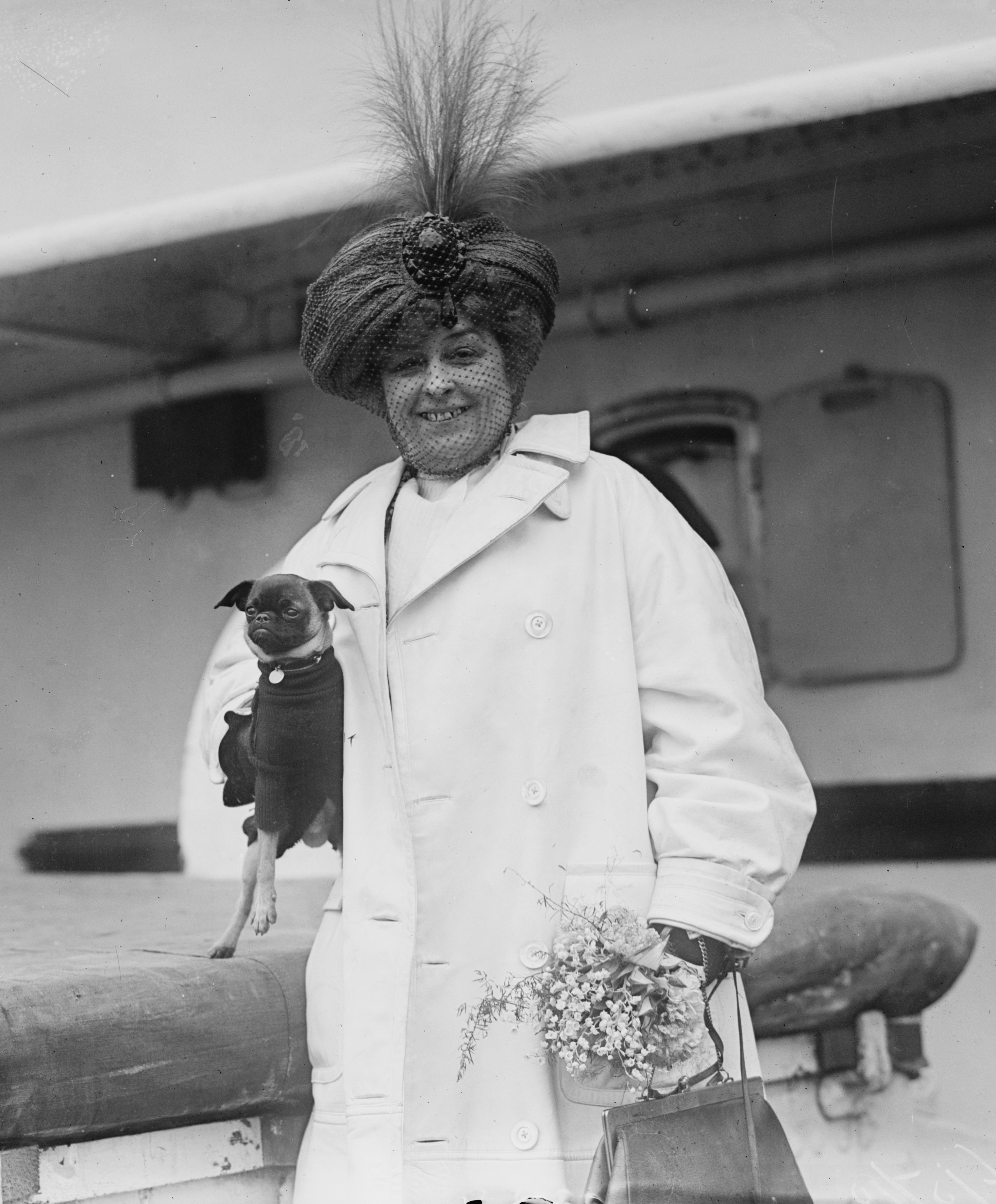
Amelia Bingham, 1910
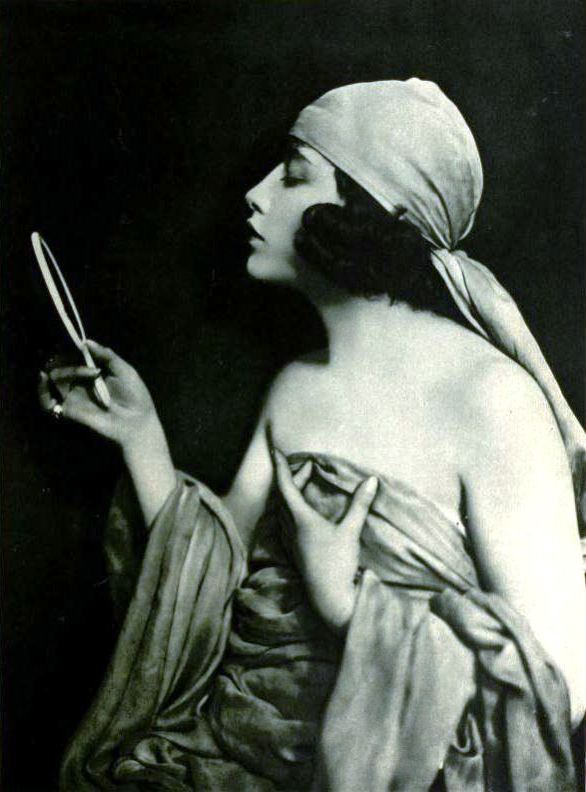
Amerikanska skådespelaren Shannon Day, 1921
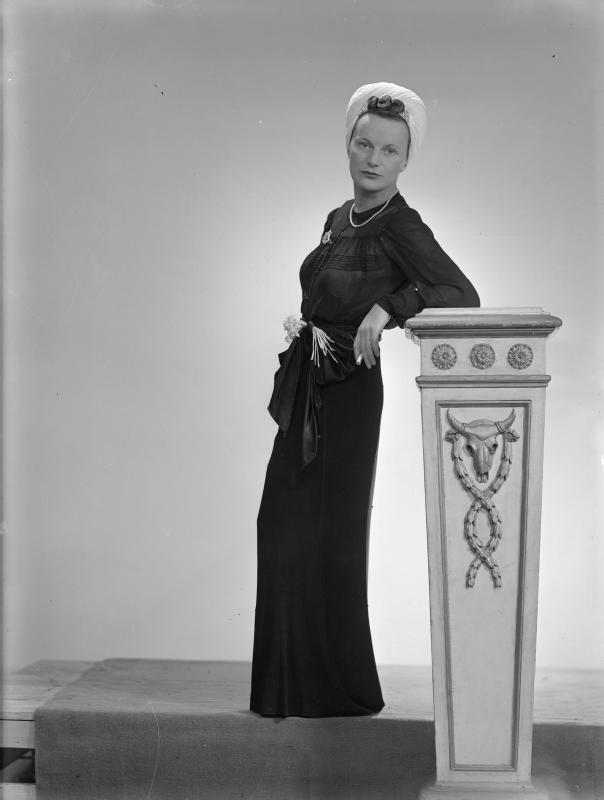
Brittisk fotomodell, 1943
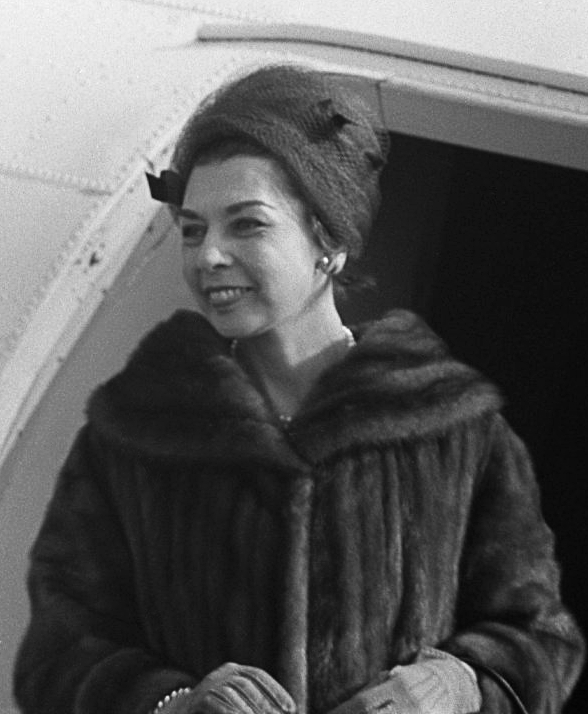
Clorinda Málaga de Prado, 1960

### Fiji
Hövdingar och präster inom urbefolkningen på Fiji bar en barkturban som kallas i-sala. Merparten av volymen på i-salan bestod av det stora håret under tyget.

### Grekland
I Grekland, speciellt på ön Kreta, bär männen traditionellt en turban som kallas sariki. Huvudbonadens namn har fått sitt namn från det turkiska ordet sarık som just betyder "turban". Idag kallas den oftare kritiko mandili (kretensisk sjal). Idag är det ovanligt att den förekommer hos den yngre generationen, utan bärs framförallt av äldre män i avlägsna bergsbyar.

### Indien

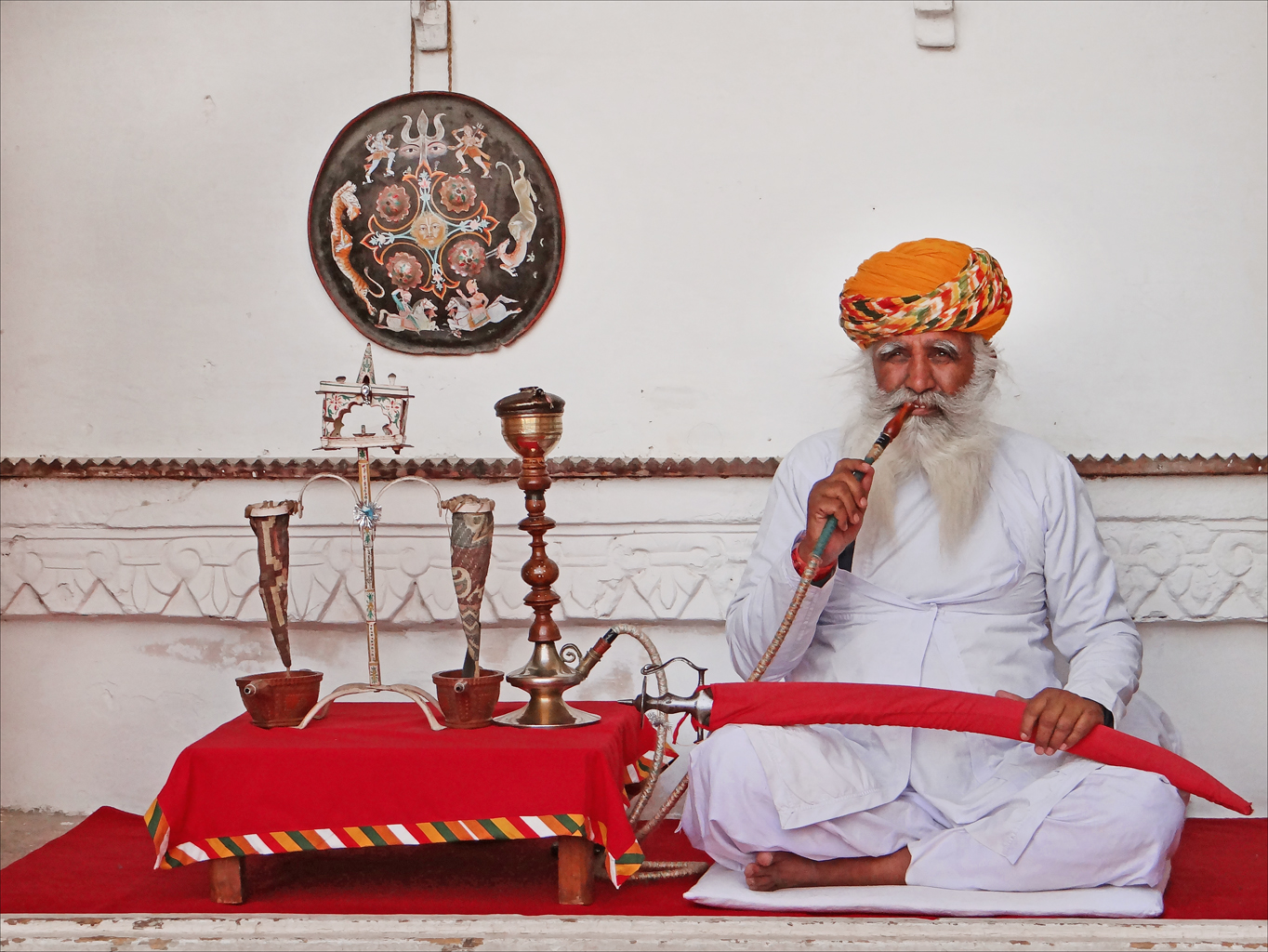
Indisk man med en pagri.

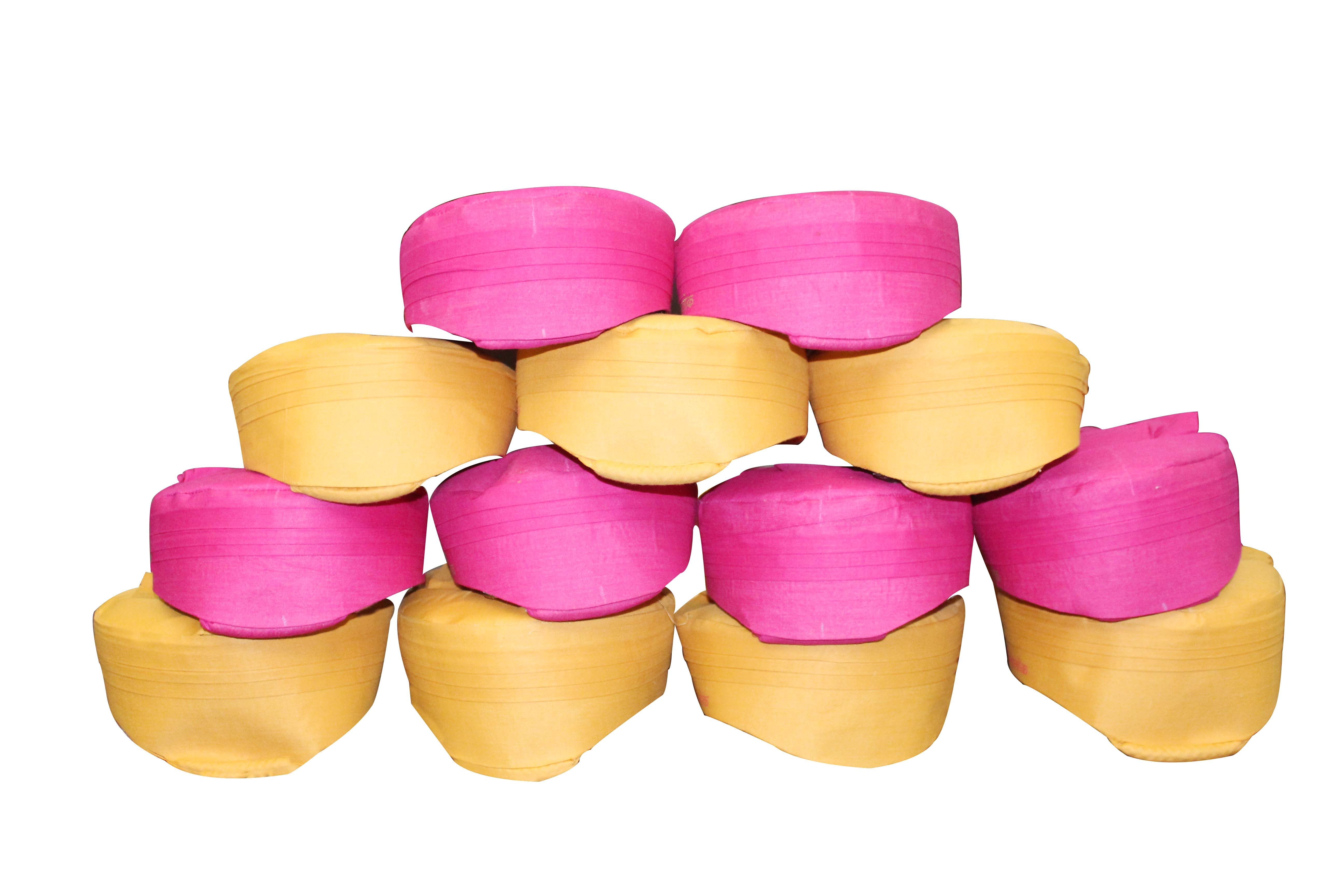
Pagri från Mithilalok.

I Indien kallas turbanen för pagri (punjabi: ਪਗੜੀ), vilken bärs av män och viras för hand varje gång den ska användas. Den förekommer i många varianter beroende på region och religion, med varierande form, storlek och färg. Exempel är den kungliga Mysoreturbanen som kallas Mysore Peta, pheta (marathi: फेटा) vilket är den traditionella turbanen som bärs i Maharashtra, Puneri Pagadi som traditionellt bärs i Pune och sikhernas Dastar. Pagrin är en ärofylld och respektingivande symbol över hela Indien. Det är brukligt att erbjuda viktiga gäster en turban.
Färgen på turbanen beror på tillfälle och omständighet, till exempel saffransfärgad, som associeras med tapperhet eller martyrskap, vit som förknippas med fred och bärs av de äldste, och rosa som förknippas med våren och bärs under denna årstid eller vid vigselceremonier.
Marinblå turban bärs ofta av sikher som tillhör nihang och förknippas med krig och krigstjänstgöring, medan svart förknippas med motstånd, orange med offer eller martyrskap och vitt med vishet, hög ålder, död eller fred.

### Indonesien

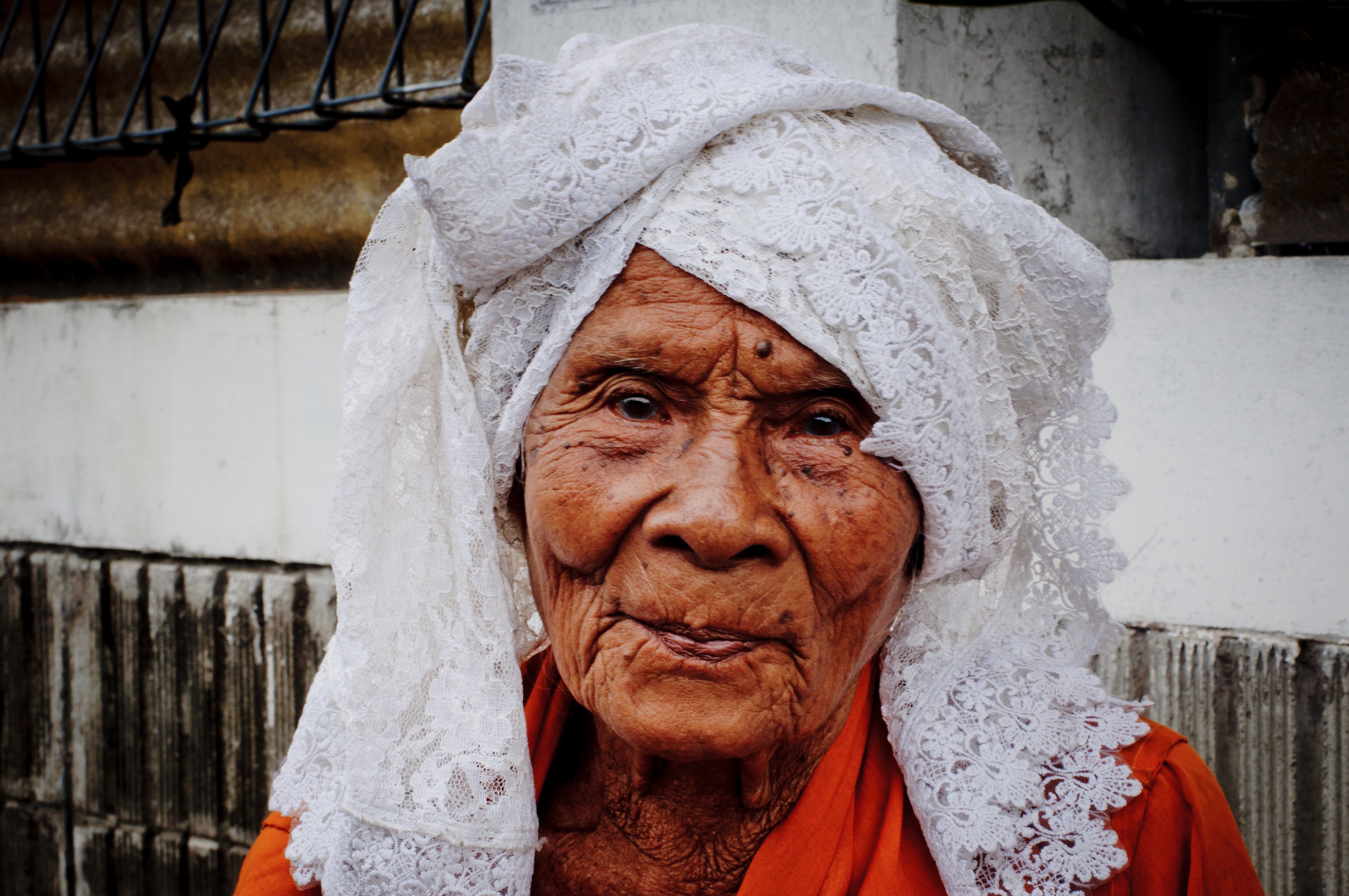
Porträtt av en äldre kvinna på ön Lombok i Indonesien, som visar att det även förekommer muslimska kvinnor som bär turban.

På Java kallas den traditionella turbanliknande huvudbonaden för iket, som betyder "knyta" och beskriver hur tyget sätts fast på huvudet. Iket påminner om den västerländska snusnäsduken och knyts av en kvadratisk eller rektangulär bit batikfärgat tyg som först viks diagonalt till en triangel. Det finns olika sätt att vika och knyta tyget på huvudet, och därmed olika former av iket, vilket i allmänhet visar bärarens sociala status och ursprung. Varifrån traditionen med iket kommer ifrån är oklart, men många källor menar att det kan vara influerat av den turban som Gujarati-köpmän bar när de kom till Indonesien för mer än 500 år sedan.
På östra Java knyts huvudbonaden fortfarande på traditionellt sätt och där kallas den udeng. På andra delar av Java har iket av praktiska skäl utvecklats till en fixerad huvudbonad, som kallas blangkon på centrala Java och bendo på västra Java. Batiktyget stärks, fästs på papp och sys. På samma sätt som iket, så visar blangkon och bendo bärarens ursprung och status.

### Kurdistan
Hos kurderna förekommer en turban som kallas jamadani, och bärs på många olika sätt i Irakiska Kurdistan. Barzanikurder bär en rödvit turban som är typisk för klanen. I stora delar av södra Kurdistan bärs en svartvit jamadani. De flesta kurdiska turbaner består av ett långt tyg som heter kolāḡī som viras runt en konisk hatt. Tofsarna som kantar kolāḡī hänger ned framför ansiktet. Idag är det också vanligt att kurder använder svartvita eller rödvita palestinasjalsliknande huvuddukar som viras till turbaner och som kallas jamane. Den rödvita används främst i området Badinan och av aleviter. En annan turban är mishkí som förekommer i flera olika färger. Båda de senare viras runt huvudet över en kilaw, som betyder mössa på kurdiska och är en kippa-liknande huvudbonad med olika mönster.

### Myanmar

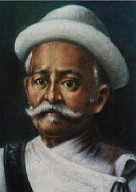
Den nepalesiske befälhavaren (sardar) Bhakti Thapa, som bär en aristokratisk vit shirpau-turban.

I Myanmar kallas turbanen för gaung baung, och finns i en mängd regionala varianter.

### Malaysia
I Malaysia bärs turbanen dastar av sikher.

### Nepal
I Nepal bärs turbanen vanligtvis av män på landsbygden. Denna typ av turban kallas pagri eller pheta och kan ha vilken färg som helst. I Mithilaregionen i norra Indien och södra Nepal förekommer även turbanen paag som inom detta samhälle symboliserar ära och respekt. Denna turban är mycket gammal och gjordes ursprungligen av stoa blad. En röd paag bärs av brudgummar och av de som genomgår den heliga riten upanajana. En senapsfärgad paag bärs av bröllopsdeltagare och en vit av äldre. Historisk förekom ännu en typ av turban i Nepal, den vita så kallade shirpau' som bland annat bars av kungen av Nepal. Det var därför också vanligt att aristokratin bar en vit turban.

### Nord- och Västafrika
Tuareger, vissa berber, sahrawier, songhaier, wodaaber, fulanier och hausaer i norra och västra Afrika bär varianter av turbaner. Tuaregerna skyler ofta ansiktet med en del av turbanen för att stänga ute sand. Dessa turbaner, som kallas tagelmust är oftast blå. Beduiner i Nordafrika bär ibland brunbeige, vita eller orange turbaner.

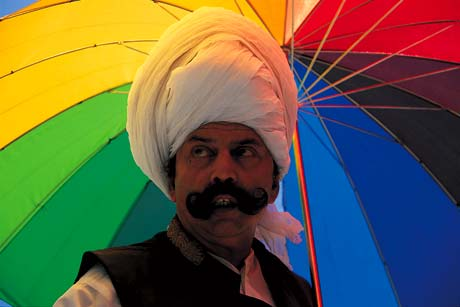
Nawabfursten Malik Ata Muhammad Khan, i Kot Fateh Khan, Pakistan som bär en turban lindad av 6,4 meter tyg.

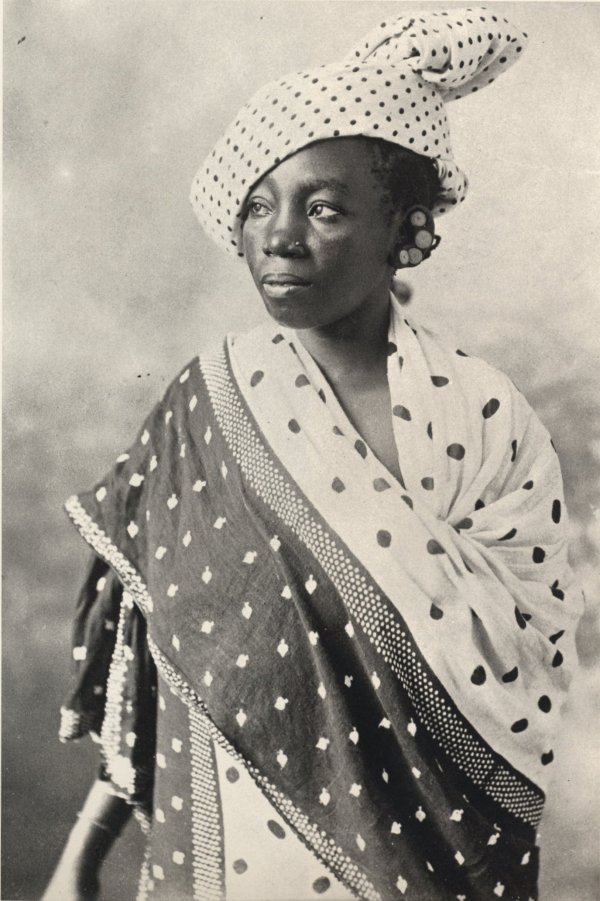
Swahilikvinna i Zanzibar, ungefär 1880.

### Pakistan
I Pakistan är turbanen en vanlig huvudbonad, speciellt på landsbygden. Den bärs på många olika sätt och i många olika färger, vilket varierar beroende på region där exempelvis svarta och vita turbaner är vanliga i norra delarna av landet. Den vanligaste turbanen i Pakistan är vit och utan plym. Turbanen kallas av punjaber för pagri eller pag medan pashtuner kallar den patke.
Balucherna är kända för sina stora turbanen som bärs med tygändarna hängande på båda sidor om huvudet eller vilande över bröstet. Dessa turbaner viras av många meter tyg över en mössa och är oftast vit.

### Swahili
Inom swahilikulturen på östra Afrikas kust har det varit vanligt med turban, bland annat inom de ledande skiktet.

### Västafrika

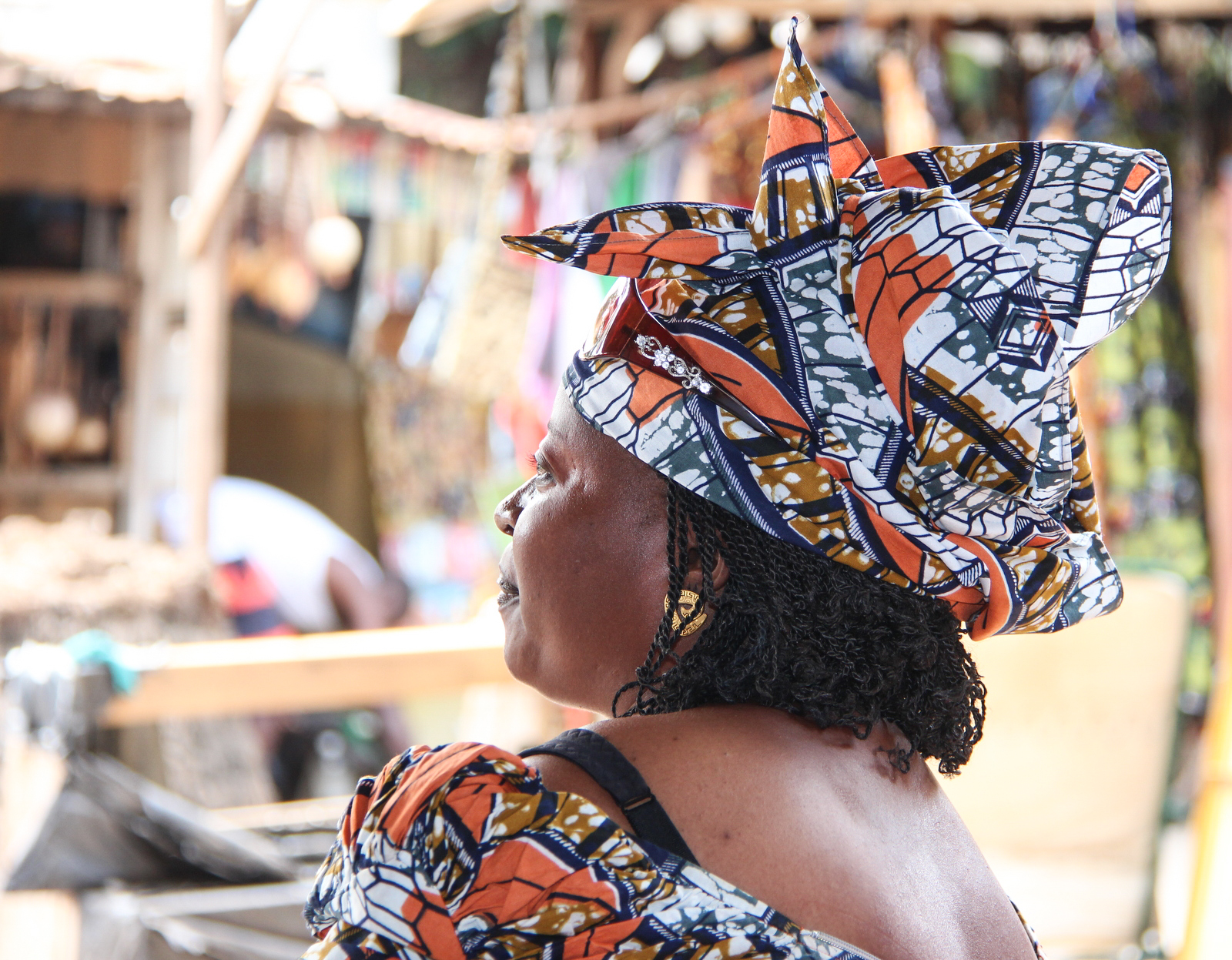
Gambiansk kvinna.

I delar av Afrika, främst i Västafrika bär kvinnor, både i traditionella högtidssammanhang och vardagligt ofta virade tygstycken eller sjalar, som kan påminna om turbaner. Vissa kan vara stora och elaborerade medan andra är mindre och inte så ögoninfallande. Dessa huvudbonader har olika namn i olika regioner och länder som tukwi i Botswana, duku i Ghana och Malawi, musuro i Mali, musor gele i Nigeria och Senegal, och musorr eller tiko i Gambia. Ett av huvudsyftena med denna huvudbonad är att skydda håret, men som alltid med kläder finns det en rad orsaker och sociala koder som läses in i plagget.

## Inom religionen

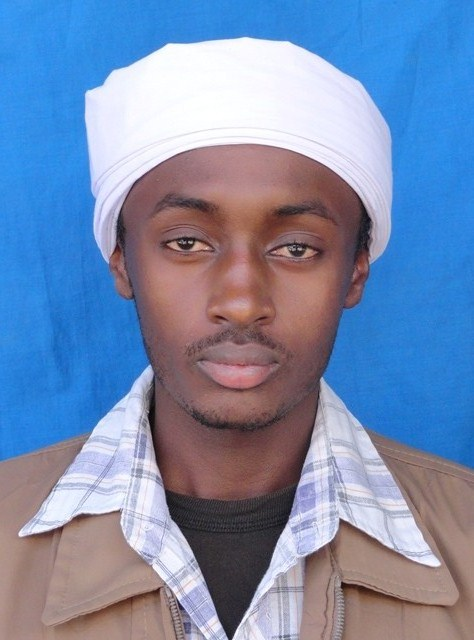
En kristen mukurinu (singularformen av akurinu) på Swahiliska kusten.

### Kristendom
Akurinu, ett kristet samfund i Kenya, bär turban som ett uttryck för sin tro. Samfundets officiella namn är The Kenya Foundation Of The Prophets Church eller bara Holy Ghost Church. Både män och kvinnor bär vita turbaner och barnen bär tunikor.

### Islam
Inom den muslimska kulturen bär vissa män en form av turban, då Muhammad tros ha burit en svart eller vit turban. Turbanen är inom islam en så kallad Sunnah Mu'akkadah, vilket ungefär innebär "fastslagen tradition". Huvudbonaden bärs på lika sätt och kallas för olika saker beroende på region och kultur, exempelvis (arabiska: عمامة `emãmah) på arabiska och (persiska: دستار) på persiska.
Shiamuslimska manliga ättlingar till Muhammad, vilka kallas för Sayyid bär en svart huvudduk runt en liten vit mössa, medan andra välutbildade män bär en vit turban. Sufiska muslimer bär ofta en grön turban runt en vit mössa, eller enkom en grön turban.
Muslimska kvinnor bär oftast inte turban utan skyler sitt hår med andra typer av huvudbonader, exempelvis en hijab.
Dock blir det mer och mer vanligt att muslimska kvinnor, främst i västvärlden, väljer att bära turban istället för ex hijab. Något som skapat kritik från de mer konservativa delarna av det muslimska samhället, samtidigt som kvinnorna ser det som en kvinnorättsangelägenhet, att själv få bestämma sitt val av huvudbonad. 

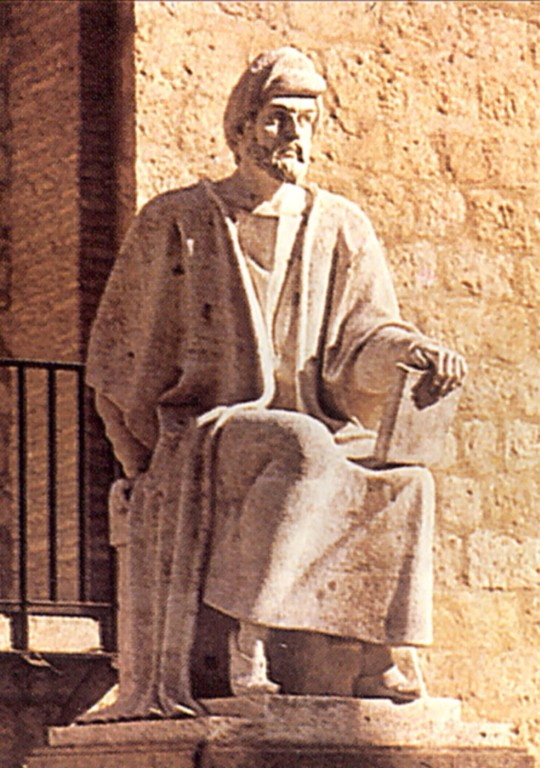
Den muslimske filosofen Averroës, som levde i Spanien på 1100-talet.
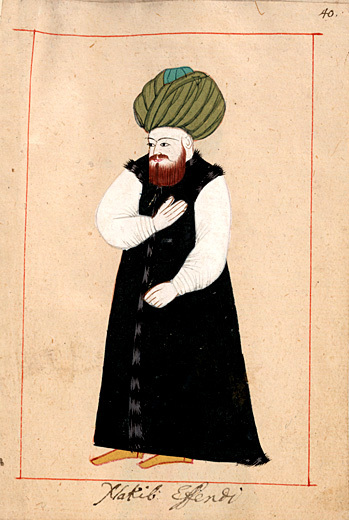
Inom det osmanska riket, utgjorde Muhammads alla ättlingar ett sorts adelskap med rätten att bära grön turban. Illustration från 1600-talet.
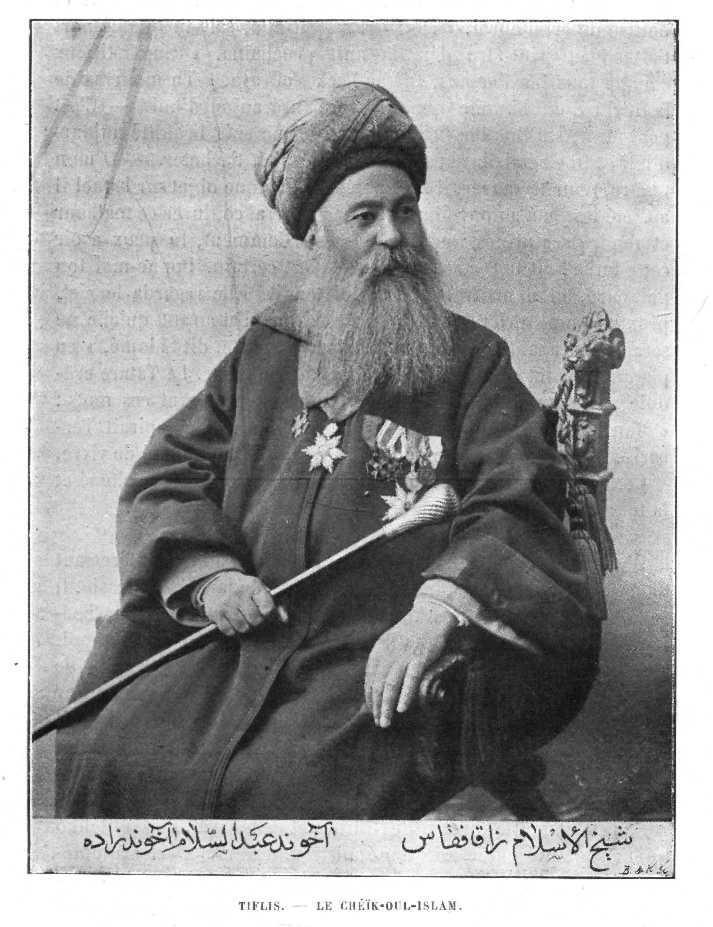
En georgisk muslim från Tbilisi, år 1900.
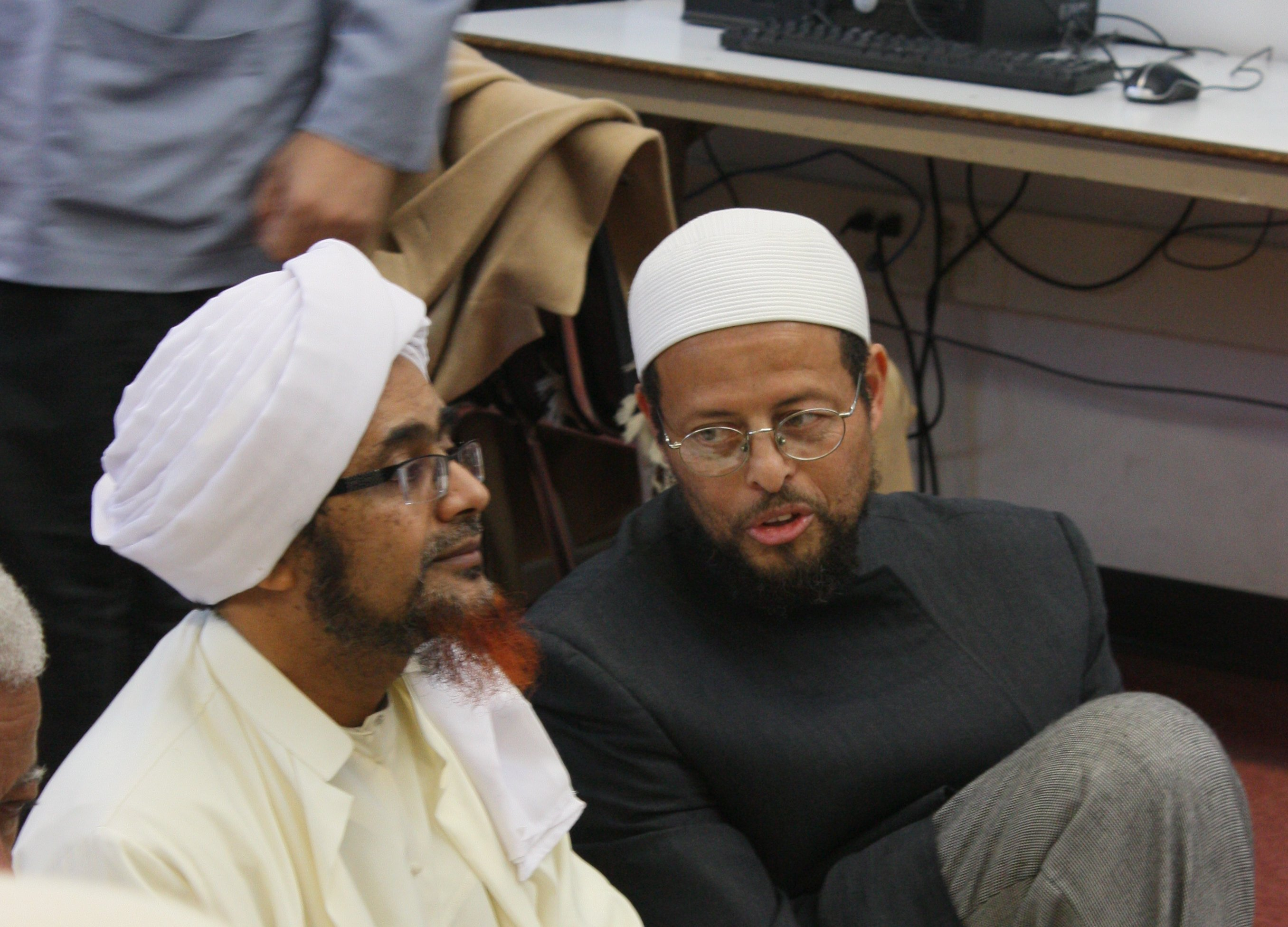
Habib Umar bin Hafiz i Jemen (till vänster), med vit turban, år 2011.

### Judendom

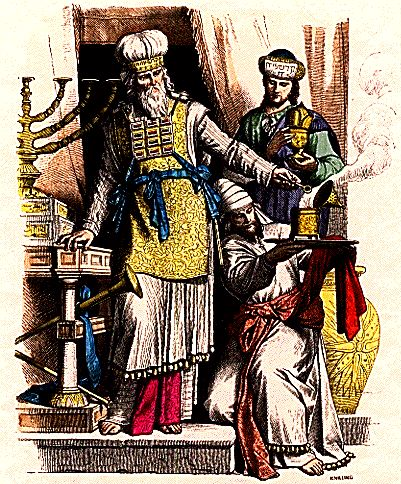
Illustration av en judisk överstepräst i turbanen mitznefet med den gyllene kronan tzitz. Nedanför honom ses även en präst i migbahat.

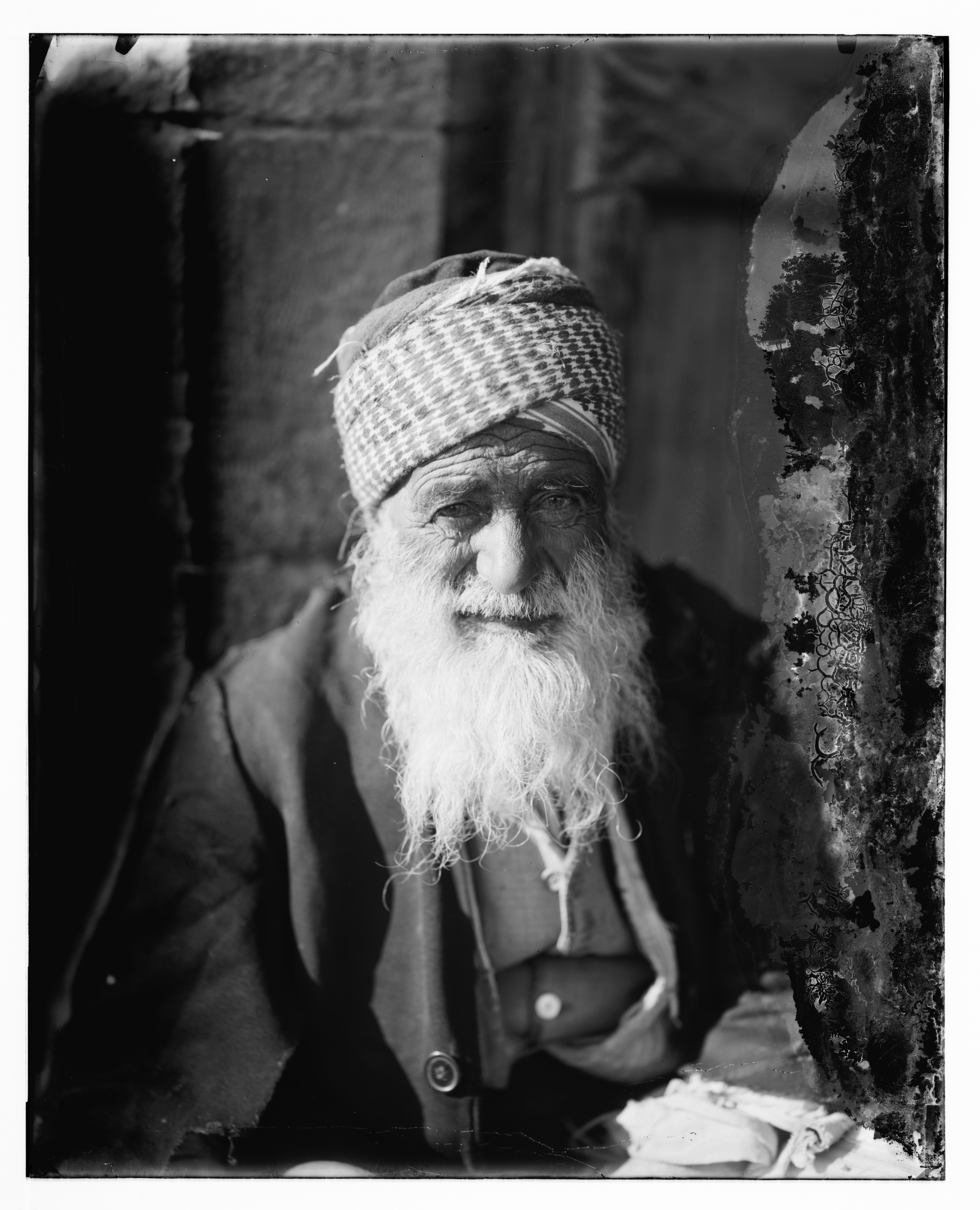
Jemenitisk jude som bär en keffiyeh som turban.

När den judiska översteprästen predikade i tabernaklet och i templet i Jerusalem, bar han en huvudbonad som kallades för mitznefet מִצְנֶפֶת. Ordet har översatts till mitra eller huvudbonad. Förmodligen rörde det sig om någon form av turban eftersom ordet härrör från ordet "att vira". Utanpå översteprästens turban fästes den prästerliga kronan (hebreiska צִיץ tzitz) som var i guld.
I den hebreiska bibeln, beskrivs översteprästens turban som mycket större än den huvudbonad som vanliga präster bar, och virades så att toppen blev bred och platt som en blomma. Prästernas turban kallades för migbahat och var istället virade så att den bildade en kon. 
Judar som levde i arabiska styren under medeltiden, exempelvis i islamiska Spanien, bar turbaner och andra huvudbonader som inte skilde sig speciellt mycket från de muslimska.

### Rastafari
Inom Bobo Ashanti, en del av rastafarianismen på Jamaica bär man turban över sina dreadlocks. Turbanen får inte avlägsnas offentligt och ska framförallt hålla håret rent. 

### Sikhism

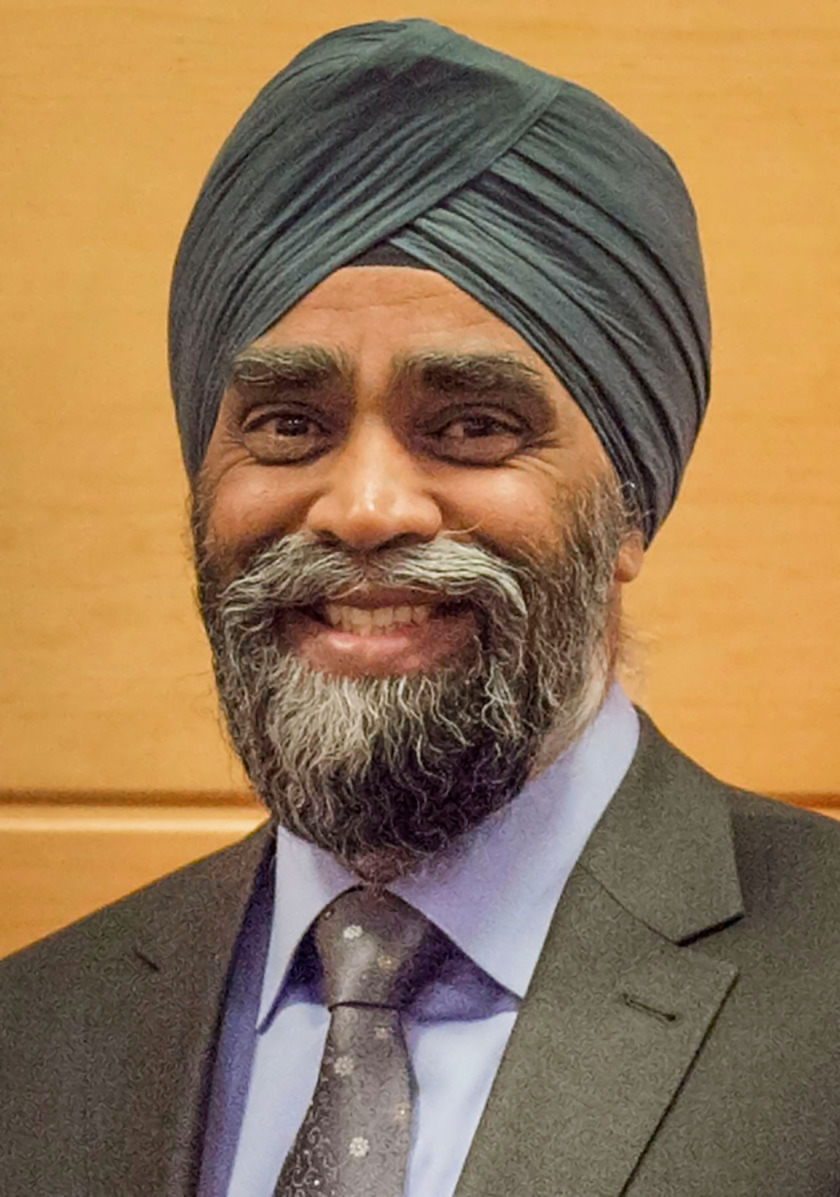
Harjit Singh Sajjan, Kanadas Minister of National Defence är sikh och bär turban.

Sikhernas turban kallas dastar, dumalla eller pagg, och demonstrerar att man tillhör trosläran, sin kärlek till gurun och dogmen att göra gott.  Alla sikhiska gurus, sedan grundaren Guru Nanak (1469–1539) har burit turban och det är obligatoriskt för alla som är khalsa, det vill säga initierade sikher att bära turban. För sikherna är turbanen framförallt en visuell symbol som visar alla att man tillhör troslärarna, så att man alltid vet att man kan vända sig till denna man eller kvinna, vars plikt det är att hjälpa. Att både kvinnor och män bär turban är också ett uttryck för deras tanke om jämlikhet, även om det är kvinnans eget val att bära turban, vilket det inte är för mannen. Ett annat skäl är att skydda deras hår, som enligt deras religion ska vara oklippt.

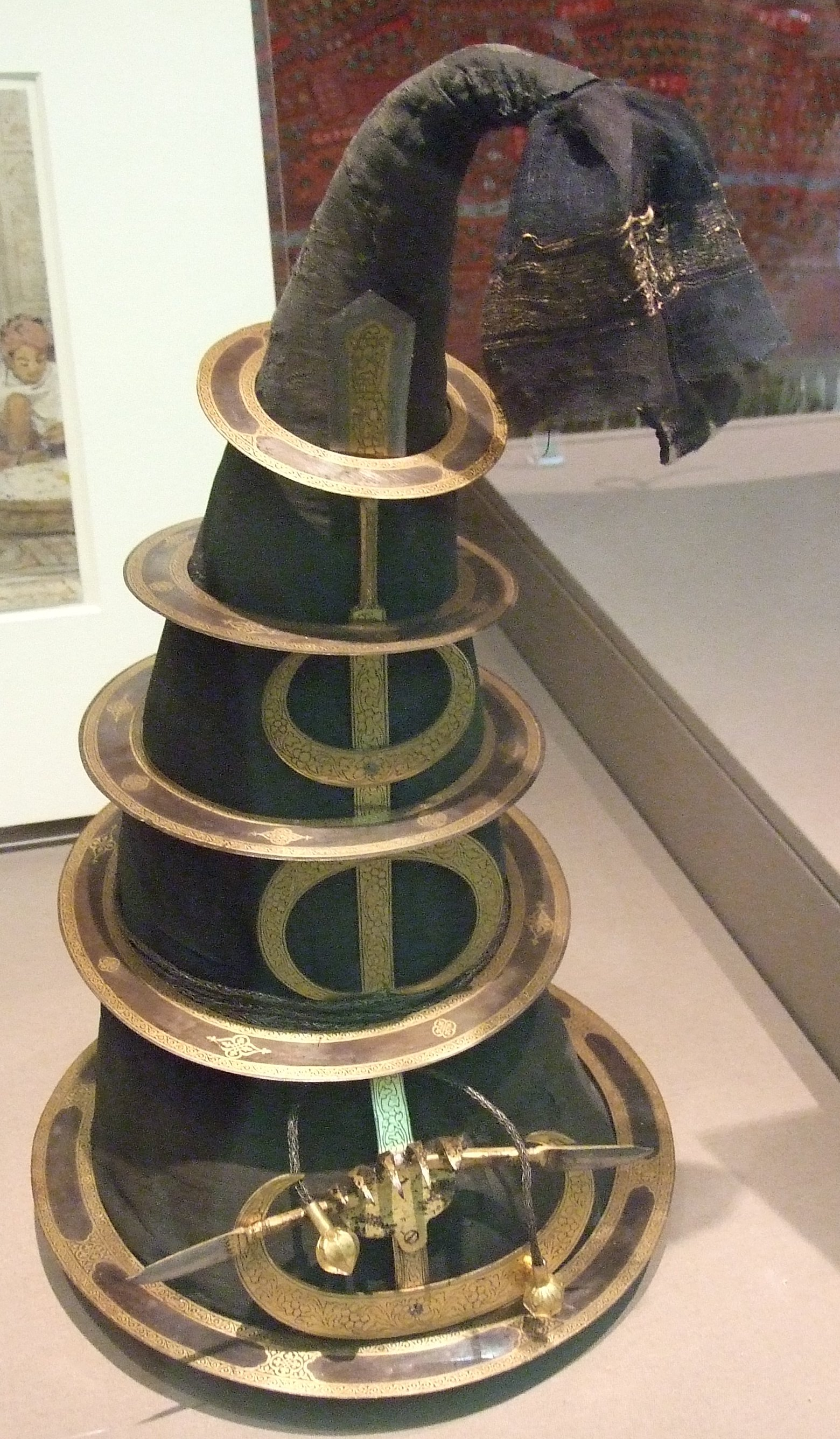
Khalsaturban av bomullsremsor virad på en rottingställning, stål betäckt med guld. Lahore mitten av 1800-talet.

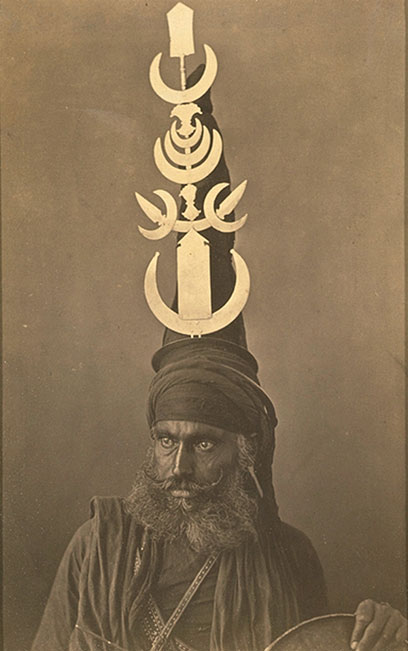
En dastar bunga, en sikhisk krigarturban på 1860-talet.

I Indien var turbanen tidigare en symbol för överklassen, och många män inom den kulturella eliten bär fortfarande turban. För sikherna blev bruket av turban för alla, ett uttryck mot elitismen, kastsystemet och segregationen.
Moderna sikhiska män bär framförallt fem typer av turban: morni, patiala, shahi, vattan wali eller amritsar shahi. Dumalla-stilen är mer traditionell och känns igen på sina horisontella tygremsor.
Dastar bunga är en typ av turban som främst bärs av stridande Akali-soldater. På fronten av denna turban sitter chand tora, en metallsymbol som består av en halvmåne och ett dubbeleggat svärd, och metallplattan fästs med en vävd ringbrynjeliknande kedja som viras runt huvudet på insidan av turbanen, och som ska skydda huvudet i strid. Akali-soldater kan även dekorera sina turbaner med små vapen, så kallade shastars.
Den vanligaste turbanfärgen bland sikher är blå, vit och svart, men många andra färger förekommer. Färgerna symboliserar olika saker. Vitt symboliserar renhet och bärs ofta av en helig person som lever ett exemplariskt liv, medan off-white innebär att personen är lärjunge. Blå är fredens färg, medan kungsblått bland annat representerar insiktsfullhet, känslighet och ärlighet. Svart är ödmjukhetens färg men efter att många ska ha färgat sina kläden svarta efter den brittiska massakern 1922 så har det även blivit ett sätt att minnas denna händelse. Den orange turbanen representerar glädje och social tillhörighet Royal blue is usually worn by those who are learned in the Sikh religion.
Turbanens färg kan anspela på personens grupptillhörighet men ingen av de populära färgerna är exklusiv för någon specifik grupp. Turbanens färg är generellt ett personligt val inom sikhismen, och många kan välja utifrån mode, smak eller för att matcha andra kläder. Vissa färger på turbanen är förknippad med vissa traditioner, som orange och svart som ofta bärs vid politiska manifestationer medan rött och rosa gärna bärs vid bröllop och andra sociala högtider.

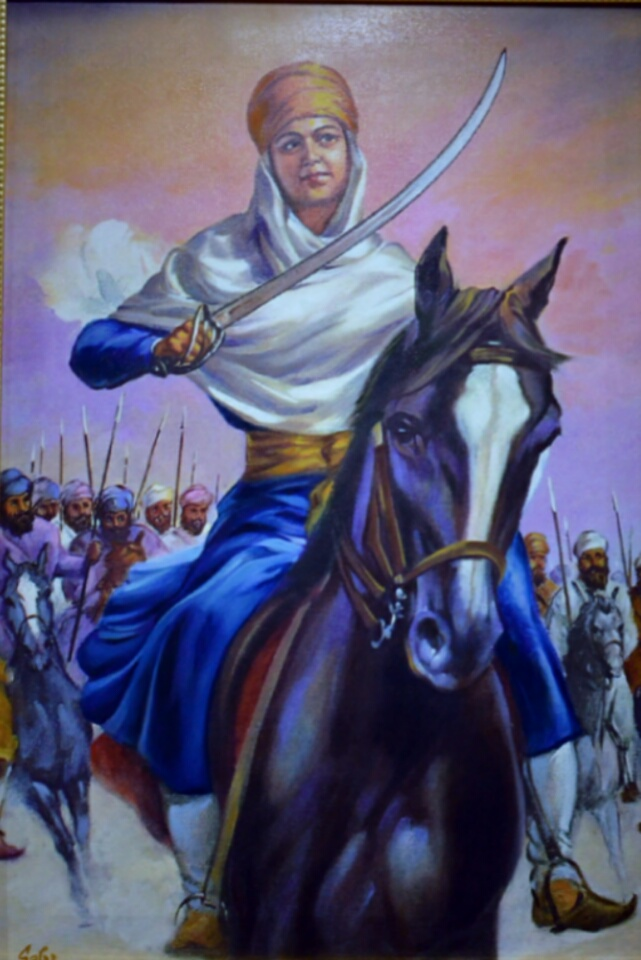
Mai Bhago, kvinnlig sikhkrigare.
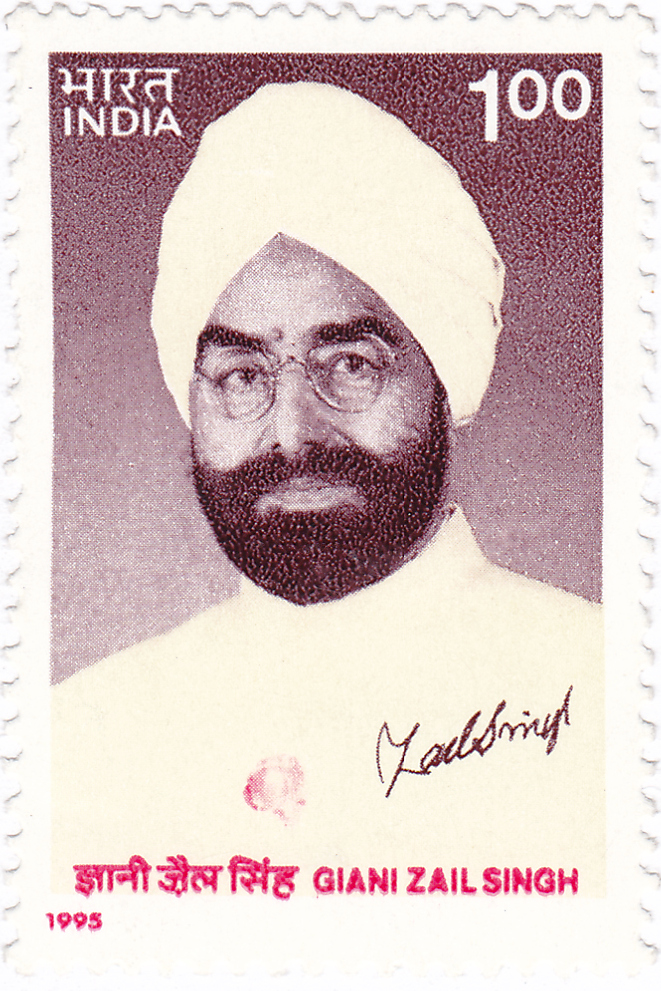
Zail Singh, indisk ex-president.
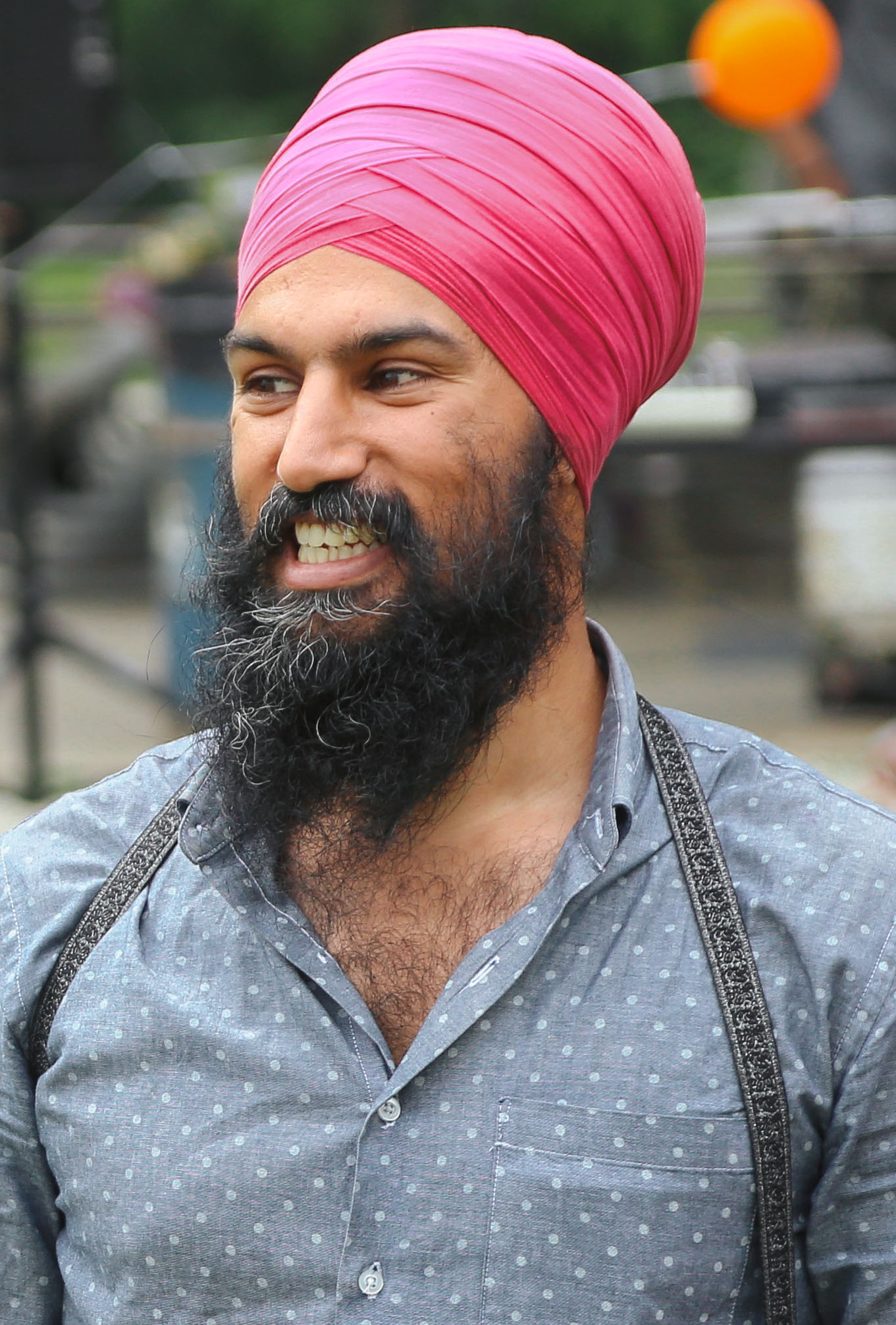
Jagmeet Singh, ledare för New Democratic Party, med en enkel dumalla.
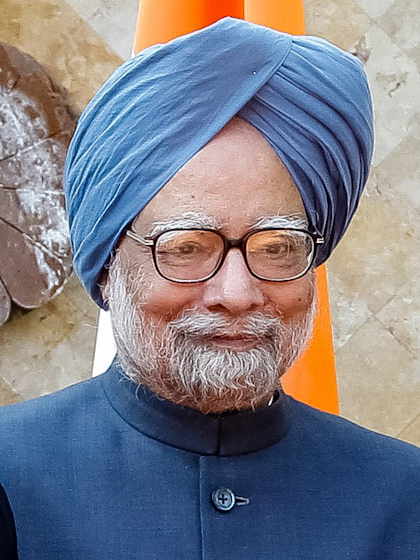
Manmohan Singh, Indiens före detta premiärminister.
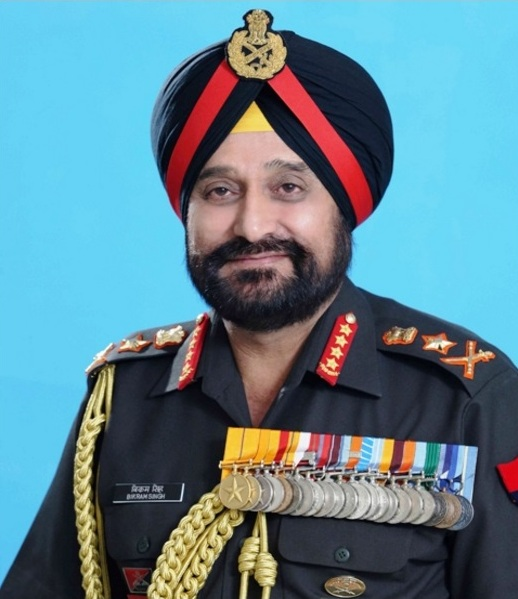
Bikram Singh, tidigare Chairman of the Chiefs of Staff Committee i Indien.
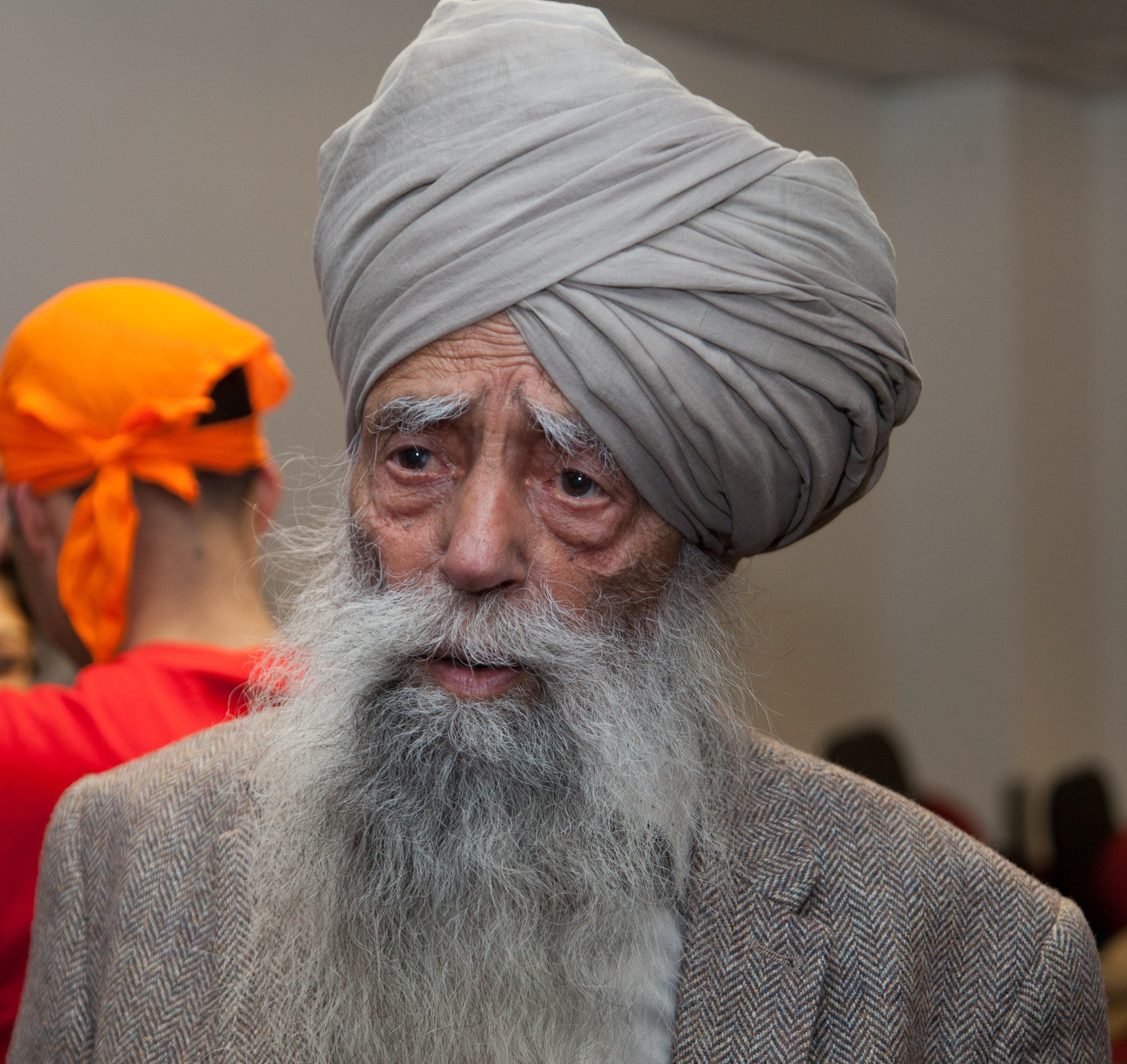
Fauja Singh, en över 100-årig maratonlöpare.
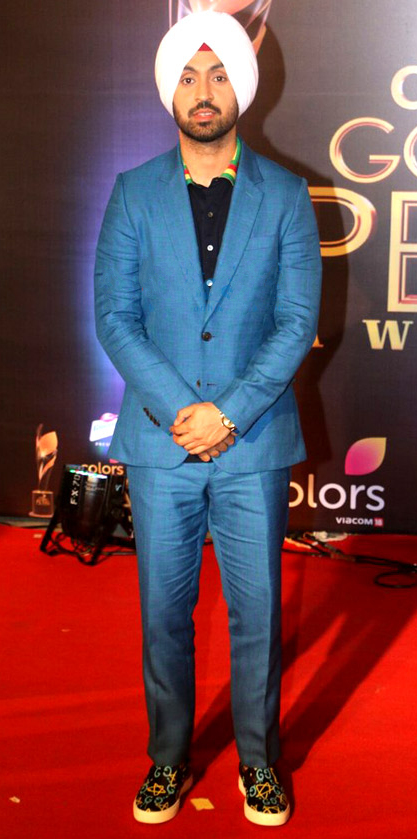
Diljit Dosanjh, skådespelare, sångare och TV-presentatör.
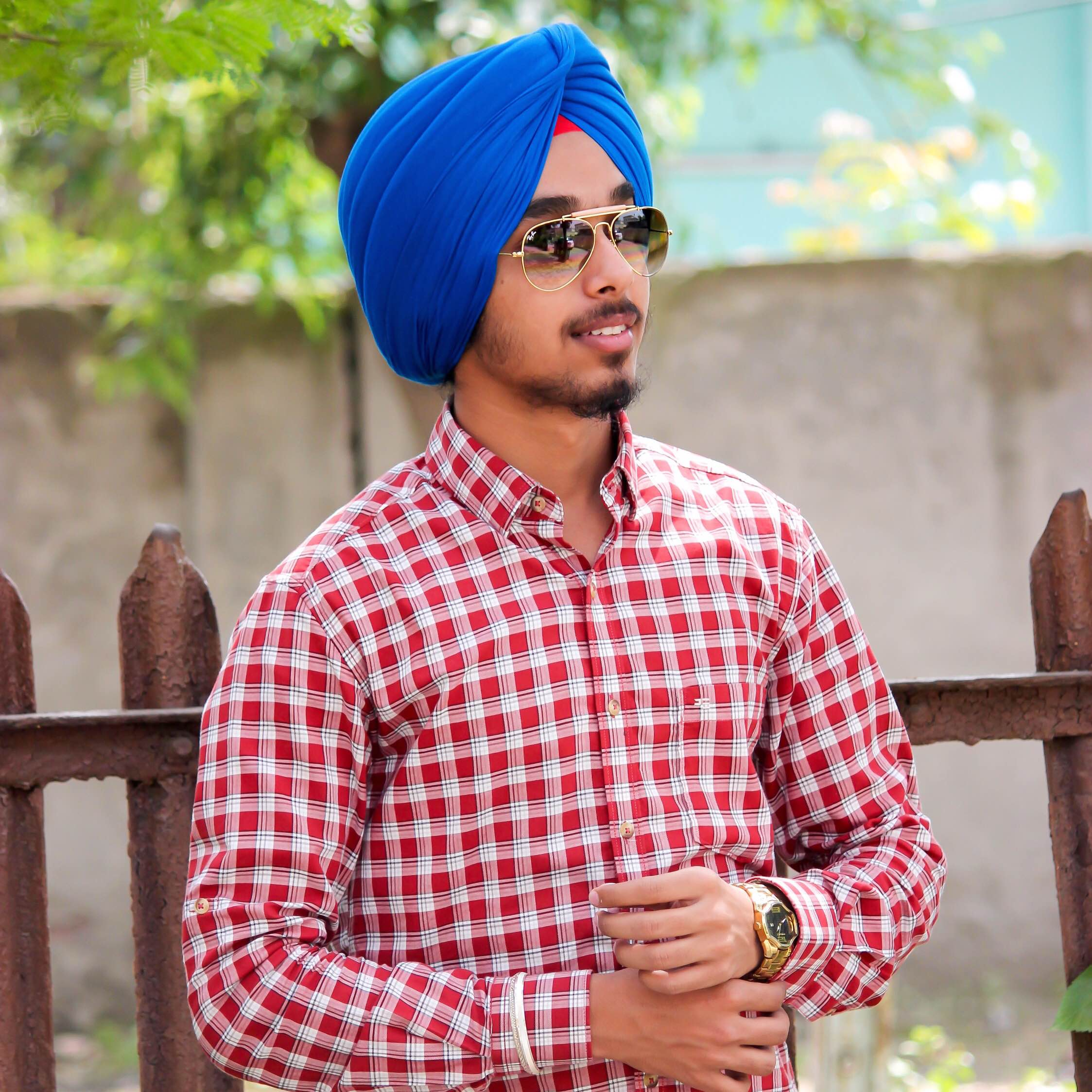
Ung sikh som bär en turbanstil som kallas Patiala Shahi Pagg.

## Inom heraldiken
Inom heraldiken var turbanen ett tecken för korsfarare.